# Tyskland
Tyskland (tyska: Deutschland ( uttal (fil))), formellt Förbundsrepubliken Tyskland (tyska: Bundesrepublik Deutschland), är en förbundsstat belägen i Centraleuropa bestående av 16 förbundsländer (tyska: Bundesländer). Tyskland är ett av världens ledande industriländer. Det gränsar i norr mot Nordsjön, Östersjön och Danmark, i öster mot Polen och Tjeckien, i söder mot Österrike och Schweiz samt i väster mot Frankrike, Luxemburg, Belgien och Nederländerna.
Tysklands moderna historia präglas av andra världskriget (1939–1945) som medförde att landet några år senare, 1949, delades upp i Västtyskland (BRD) och Östtyskland (DDR). Österrike, som hade införlivats 1938, blev efter kriget åter självständigt och Tyskland förlorade stora landområden som annekterades av andra länder, främst Polen. Den 3 oktober 1990 återförenades landet genom att DDR delades upp i förbundsländer som uppgick i det som kallats Västtyskland, egentligen Förbundsrepubliken Tyskland.
Flaggan antogs år 1949. Färgkombinationen svart-rött-guld var en nationalsymbol i kampen mot Napoleon 1813–1815 och fastställdes som flagga för Tyska förbundet 1848, ersattes 1871 av den kejserliga svart-vit-röda, återinförd av Weimarrepubliken 1919, ersatt 1933 av hakkorsflaggan.
Tyskland, i egenskap av dåvarande Västtyskland, är en av de stater som var grundande medlemmar av Europeiska kol- och stålgemenskapen 1951, den organisation som sedermera utvecklades till Europeiska unionen. Landet är även medlem av militäralliansen Nato sedan 1955.
Tyskland är med sina knappt 85 miljoner invånare det näst folkrikaste landet i Europa, efter Ryssland. Tyskland har dessutom den största ekonomin i Europa, och den femte största i världen efter BNP justerat för köpkraftsparitet och fjärde största efter nominell BNP.

## Etymologi

Tysklands namn på olika språk.

Tyskland heter "Deutschland" på tyska, och landet kännetecknas etymologiskt sett av att dess namn skiljer sig starkt beroende på språk, vilket beror på att området tidigare beboddes av många olika stammar.
På engelska säger man "Germany", efter latinets "Germania", som användes under Romerska rikets dagar, då Julius Caesar betecknade folken öster om Rhen som germaner. Ungefär fram till 1500-talet kallades tyskar för "Almains", "Almans" eller "Dutch". På franska säger man "Allemagne", uppkallat av gallerna efter alemaniistammen som bodde vid nuvarande fransk-tyska gränsen. På finska heter det "Saksa", efter folkstammen saxare som levde vid Östersjön. På kroatiska heter landet "Njemačka", men kallas även "Svapska". Ordet "Svapska" kommer efter stammen svaber, som levde i vad som i dag är sydöstra Tyskland.
Den tyska termen Deutschland, ursprungligen diutisciu land ('de tyska länderna'), härrör från 'deutsch' (jfr eng. 'dutch', nederländska), (av diot eller diota 'folk'). Ordet härstammar från fornhögtyska och användes ursprungligen för att skilja vanligt folkspråk från latin och dess romanska ättlingar. 'Diot' eller 'diota' härstammar i sin tur från forngermanska *þiudiskaz 'av folket', (se även den latiniserade formen Theodiscus), som härrör från *þeudō, som kommer från protoindoeuropeiska *tewtéh₂- 'folk', från vilket ordet teutoner också härstammar.

### Officiella namn
- Mellan 1867 och 1870 användes Norddeutscher Bund.
- Mellan 1871 och 1933 användes Deutsches Reich. Tyskland var till och med 1918 ett kejsardöme och till och med 1933 en parlamentarisk demokrati (Weimarrepubliken).
- Mellan 1933 och 1945 användes Deutsches Reich, men från 1938 användes Großdeutsches Reich alltmer i officiella sammanhang. Beteckningen Tredje riket, som användes under Andra världskriget, ogillades av den tyska ledningen.[16]
- Mellan 1949 och 1990 användes Bundesrepublik Deutschland (BRD) respektive Deutsche Demokratische Republik (DDR).
- Från 1990 används enbart Bundesrepublik Deutschland (BRD).

## Historia

### Förhistoria
Det fanns människor i det område som nu är Tyskland för minst 600 000 år sedan. De första icke-moderna mänskliga fossilen (Neandertalmänniska) upptäcktes i Neandertal. Likadant daterade lämningar av moderna människor har hittats i Svabiska alperna, liksom 42 000 år gamla flöjter, som är de äldsta musikinstrument som någonsin hittats, den 40 000 år gamla lejonmänniskan från Hohlenstein Stadel, och den 35 000 år gamla Venus från Hohle Fels. Himmelsskivan i Nebra, som skapades under den europeiska bronsåldern har hittats i Nebra, Unstrut.

### Tysk-romerska riket

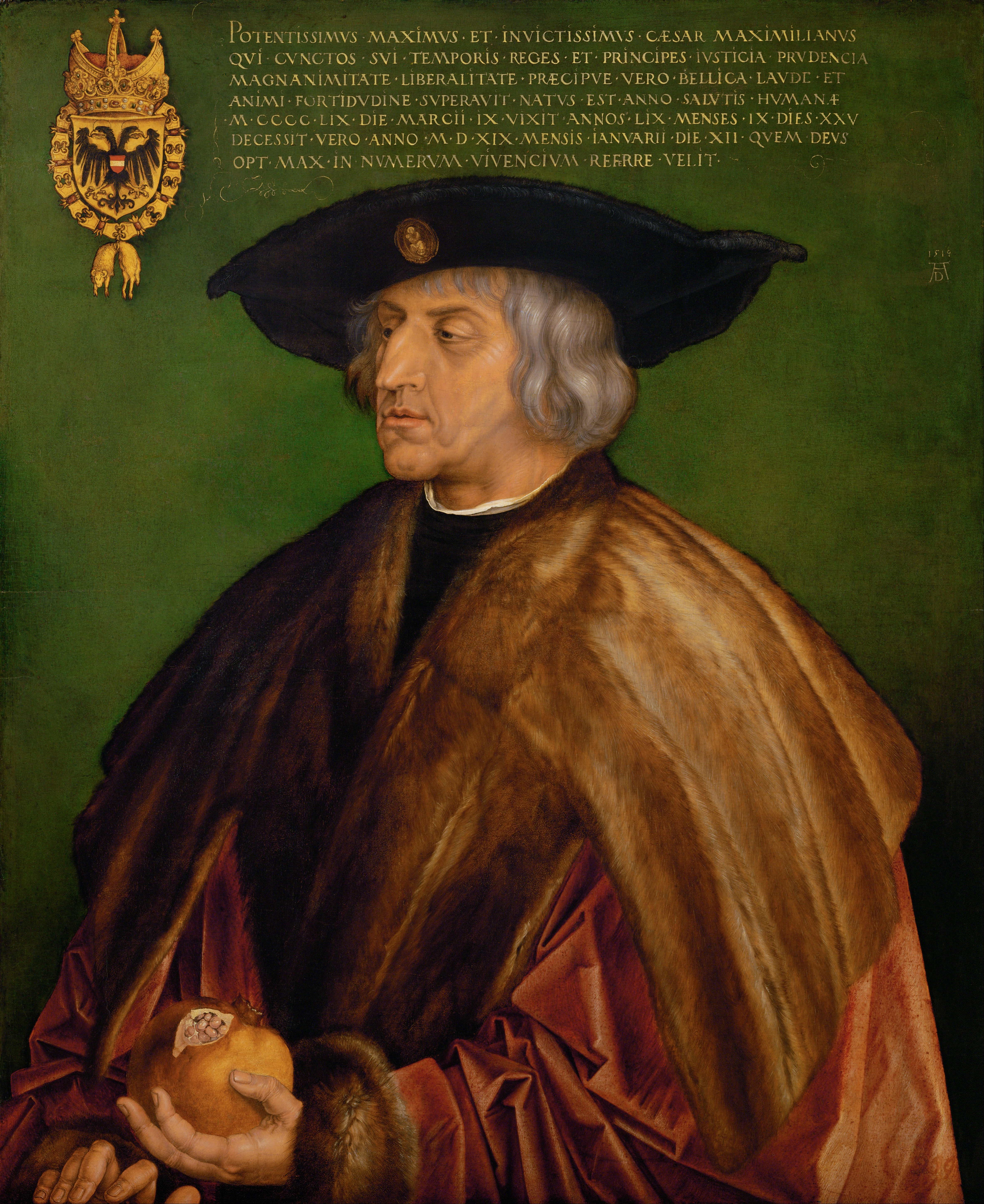
Maximilian I (tysk-romersk kejsare) 1519.

Ursprunget till Tyskland kan sägas vara det Östfrankiska riket, som uppstod efter delningen av det Frankiska riket år 843. När den östfrankiske härskaren Otto I, som både utökade och konsoliderade rikets och sin egen makt, år 962 dessutom lät sig krönas med den romerska kejsarkronan av påven Johannes XII blev han kejsare över Tysk-romerska riket eller egentligen Heliga romerska riket. Detta kejsarrike bestod av ett förbund av kungliga vasallstater med en gemensam kejsare som formellt överhuvud vilket varade fram till år 1806.

### Tyska förbundet
Efter Wienkongressen 1815 bildades Tyska förbundet med 41 självständiga stater, utan gemensam regering eller statsöverhuvud. Furstarna hade åter makten enligt äldre modell. Med det ökade stödet för liberalism och nationalism, och den snabbt ökande fattigdomen i befolkningen, bröt den Tyska revolutionen 1848–1849, även kallad Marsrevolutionen, ut i mars 1848. Revolutionen slogs slutligen ned i juli 1849, av framförallt preussisk och österrikisk militär.

### Nordtyska förbundet
Då Preussen hade vuxit till en stormakt med maktambitioner, såg Otto von Bismarcks ledning till att utmanövrera Österrike, och kunde efter segern i Tyska enhetskriget 1866 utropa det Nordtyska förbundet, som senare under tysk-franska kriget samlade även övriga tyska stater utom Österrike för bildandet av Tyska riket.

### Kejsardömet Tyskland

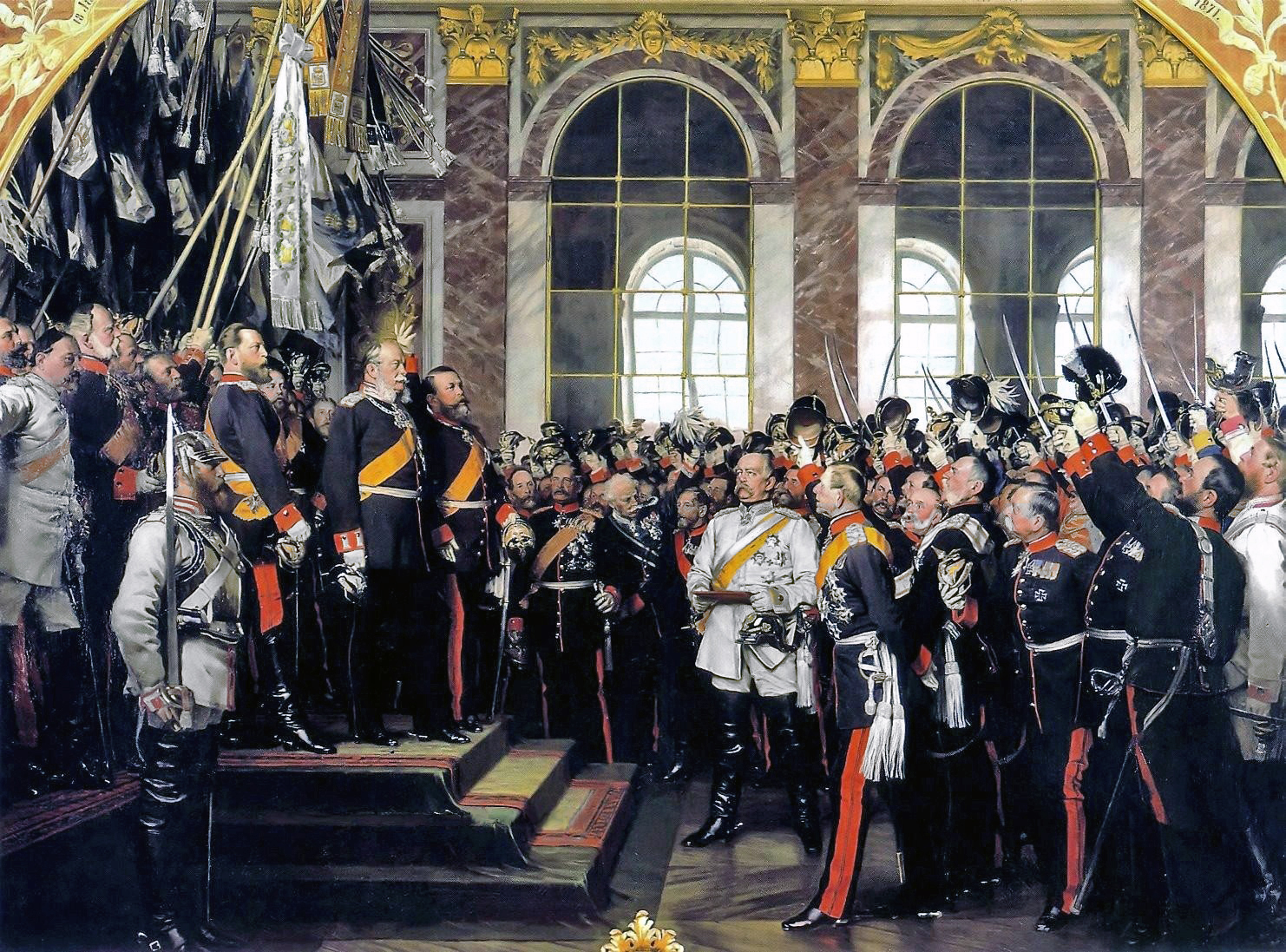
Kejsarproklamation 1871.

Den 18 januari 1871, i slutet av det fransk-tyska kriget, proklamerades det nya Tyska riket i slottet Versailles och kung Vilhelm I av Preussen blev tysk kejsare. Detta kejsardöme föll samman redan 1918, under inre upplösning i samband med det tyska nederlaget i första världskriget.

### Weimarrepubliken
År 1919 bildades Weimarrepubliken, den första tyska parlamentariska demokratin.
Den stora depressionen i början av 1930-talet drabbade nog Tyskland hårdare än något annat land i Europa. Landet drabbades inte bara av ekonomiskt utan även politiskt sammanbrott. Motsättningarna blev allt extremare och våldsammare, vilket också fick många att tappa tilltron till den nyskapade demokratin.

### Nazityskland
Detta banade väg för Nazityskland (1933–1945), den period då Tyskland leddes av Adolf Hitler och hans Nationalsocialistiska tyska arbetarepartiet (NSDAP), som snabbt efter maktövertagandet 1933 etablerade en enpartistat och diktatur, som redan den 21 mars samma år satte upp det första koncentrationslägret i Dachau för politiska fångar. I sina maktambitioner att expandera till det Stortyska riket, startade Nazityskland andra världskriget 1939. Under kriget erövrade och ockuperade Tyskland till en början stora områden både i Europa och Nordafrika. Nazisterna förföljde och mördade miljontals judar och andra minoriteter i Förintelsens slutgiltiga lösning. Trots alliansen Axelmakterna med andra nationer, främst Italien och Japan, besegrades dock Tyskland 1945 – cirka 8 800 000 tyskar dog under kriget 1939–1945.

### Väst- och Östtyskland

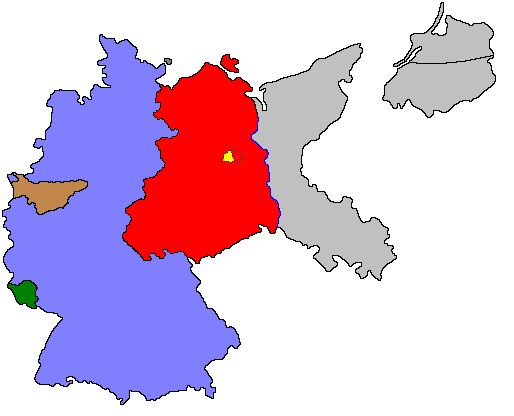
Tysklands politiska delning efter andra världskriget (1949). Västtyskland i blått, Östtyskland i rött, Saarområdet som gjorts till ett franskt ekonomiskt protektorat i grönt. Ruhrområdet i brunt var i viss grad underställt "The International Authority for the Ruhr". Den östra fjärdedelen av Tyskland i grått annekterades av Polen och Sovjetunionen och befolkningen flyttades under en period av flera år.

Tyskland blev efter förlusten 1945 ockuperat av de allierade segermakterna Frankrike, Sovjetunionen, Storbritannien och USA. De polacker som bodde i det av Sovjetunionen annekterade östra Polen (1,4 miljoner) förflyttades till stor del (80 %) till de nya områden öster om linjen Oder/Neisse som tidigare varit tyska. Utöver ett stort antal interna flyktingar, fick Tyskland under och efter krigsslutet ta emot en stor mängd flyende och fördrivna tyskar från sina förlorade områden; till 1947 hade totalt runt 10 miljoner tyskar och tyskspråkiga på detta vis kommit till de fyra ockupationszonerna, till 1950 knappt 12,5 miljoner.
Efterkrigstidens politiska spänningar mellan öst och väst, i det så kallade kalla kriget, gjorde att två tyska stater bildades, knutna till var sitt maktblock; i de västliga ockupationszonerna bildades den 23 maj 1949 Förbundsrepubliken Tyskland (BRD) "Västtyskland", och i den sovjetiska zonen bildades Tyska demokratiska republiken (DDR) "Östtyskland" den 7 oktober samma år. De i bland annat Sverige använda benämningarna Västtyskland (BRD) och Östtyskland (DDR) var formellt inte korrekta och användes normalt inte i Tyskland, där man oftast talade om "republiken" (i DDR om den egna staten) och "förbundsrepubliken" (i BRD om den egna staten).
Berlin, som efter kriget hade ockuperats gemensamt av de fyra segrarmakterna, blev en delad stad, och Västberlin hamnade i ett utsatt läge som en de facto västtysk exklav omgiven av Östtyskland. Berlinfrågan blev en källa till upprepade konflikter mellan öst och väst.
Under de första efterkrigsåren kretsade den västtyska utrikespolitiken kring att komma tillbaka in i den internationella gemenskapen. De tre västliga ockupationsmakterna, USA, Storbritannien och Frankrike, strävade efter att knyta landet till väst, och den tyske förbundskanslern Konrad Adenauer (CDU) lade stor vikt vid relationen med västmakterna och i synnerhet med Frankrike. Landets stegvis ökade självständighet knöts i avtal till deltagande i västliga samarbetsorganisationer för inte minst ekonomi och försvar, såsom Europeiska kol- och stålgemenskapen, Västeuropeiska unionen och Nato. Den starka västanknytningen, särskilt efter slutandet av Parisfördragen 1955, mötte dock hård kritik för att försvåra ett framtida enande av de två tyska staterna, men kring 1959/1960 ställde sig även socialdemokraterna, SPD, bakom denna politik.
Utrikespolitiken komplicerades under lång tid av Västtysklands relation till DDR och skapandet av Hallstein-doktrinen. Förbundskansler Willy Brandts beslut att lämna Hallstein-doktrinen till förmån för Östpolitiken slutet av 1960-talet medgav inte bara nya relationer med DDR utan med hela Östblocket. År 1973 blev båda tyska staterna medlemmar i Förenta nationerna. Fram till 1970-talet var relationerna kyliga mellan länderna. Västtyskland kom på sitt håll att vara drivande i det europeiska integrationsarbetet inom ramen för EG/EU som man var med och grundade 1957.
Efter att CDU/CSU suttit i regeringsställning sedan 1949, bildades 1966 en storkoalition där CDU/CSU och SPD tillsammans bildade regering, med en svag opposition som följd. Med detta kom SPD för första gången till regeringsmakten. År 1969 tog SPD regeringsmakten utan CDU/CSU, genom att i stället gå i koalition med det dåvarande liberala mittenpartiet FDP. År 1982 återkom CDU/CSU till makten, med Helmut Kohl som förbundskansler, sedan FDP gjort en politisk kursändring och lämnat regeringssamarbetet med SPD.

#### Murens fall hösten 1989

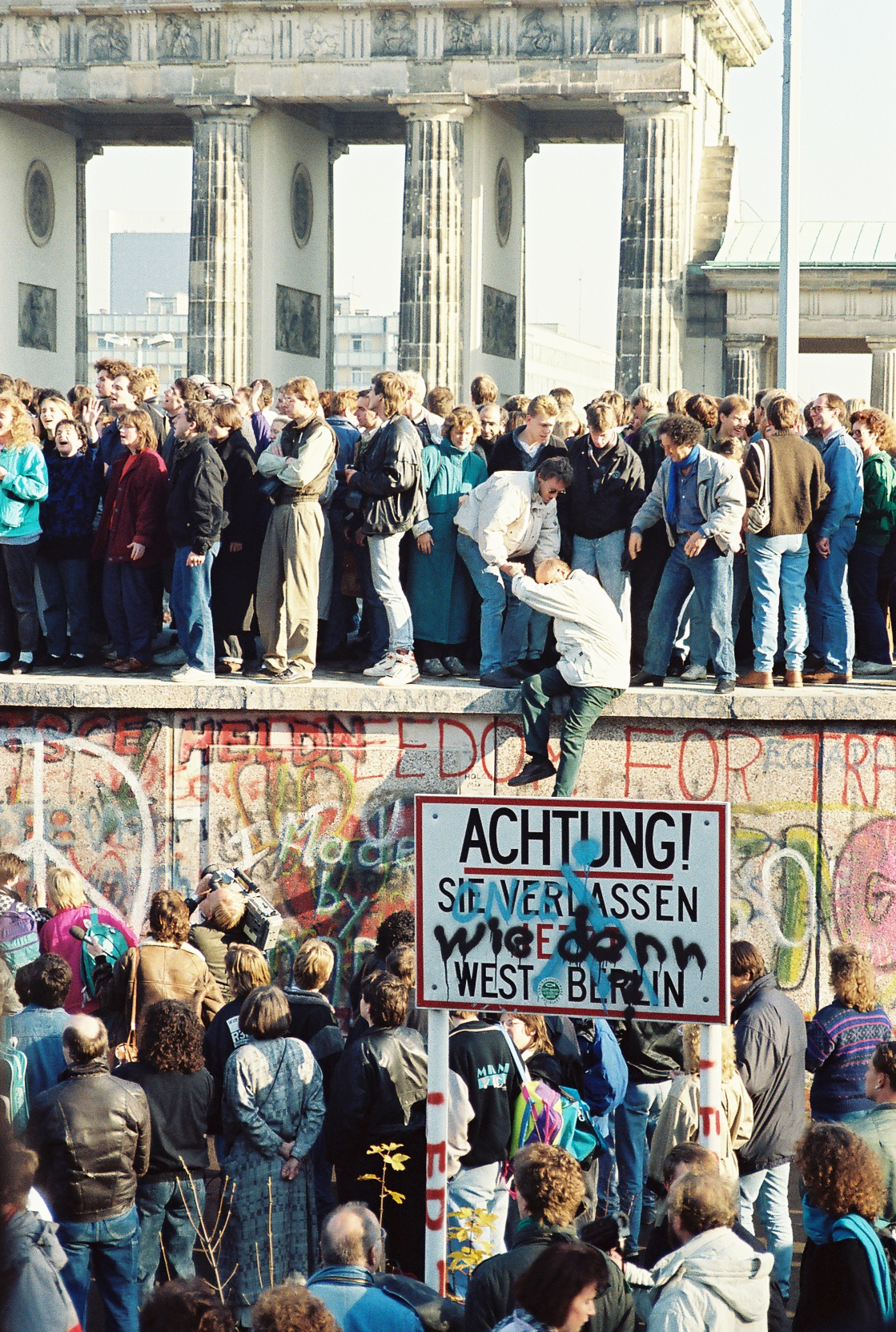
Berlinmuren vid Brandenburger Tor den 10 november 1989.

Efter reformer i andra östländer, var den östtyska regimen sensommaren och hösten 1989 pressad och hade svårt att hantera situationen. Hundratusentals östtyskar flydde till väst via andra östländer, som lättat på sina gränsregleringar. Demonstrationer för demokrati, inte minst de så kallade måndagsdemonstrationerna, utbröt i flera östtyska städer, inklusive Östberlin. Kommunistpartiets politbyrå beslutade den 9 november att med tanke på det politiska trycket tillåta privata besök i väst. Det skulle gälla från följande dag, och ansökan skulle egentligen krävas. Bristande samordning gjorde dock att man stod handlingsförlamad när stora folkmassor samma kväll samlades vid Berlinmurens gränsövergångar och krävde passage. Murens fall var plötsligt ett faktum och Östtyskland stod inför en kraftig politisk kursändring, ofta kallad "die Wende". Inom ett år var DDR upplöst och dess område upptaget inom Förbundsrepubliken Tyskland.

### Tysklands återförening
Efter Berlinmurens fall 1989 inleddes en process som ledde till att Tyska demokratiska republiken, DDR, upphörde att existera och fem nya förbundsländer, liksom östra Berlin, anslöt sig till Förbundsrepubliken Tyskland den 3 oktober 1990.
Inför denna återförening beslutades den 22 juli 1990 om att DDR:s fjorton delområden, Bezirke, utanför Berlin, i samband med anslutningen till förbundsrepubliken i oktober, skulle bilda de fem förbundsländerna Brandenburg, Mecklenburg-Vorpommern, Sachsen, Sachsen-Anhalt och Thüringen. Dessas gränser var i stort, men inte helt, överensstämmande med de delstater som upphörde i DDR under 1950-talet.
Den 31 augusti undertecknades ett fördrag mellan förbundsrepubliken och DDR om det kommande enandet.
I Två plus fyra-fördraget, som slöts i Moskva den 12 september 1990 och trädde i kraft den 15 mars 1991, uppsade de fyra segrarmakterna efter andra världskriget (Sovjetunionen, USA, Frankrike och Storbritannien) sina rättigheter i Tyskland, som därmed fick full suveränitet, och Tyskland erkände Oder–Neisse-linjen som sin permanenta östgräns. Med detta fördrag undertecknat, kunde de nya förbundsländerna ansluta sig till Förbundsrepubliken Tyskland den 3 oktober 1990. I och med att DDR-området anslöt sig till förbundsrepubliken upphörde aldrig den senare att existera och det som i dag kallas Tyskland är den statsbildning som tidigare kallades Västtyskland i Sverige.
Samtidigt, den 3 oktober 1990, blev Berlin officiellt det återförenade Tysklands huvudstad. Först 1991 kom dock beslutet om den fysiska flytten av Tysklands parlament, förbundsdagen, och delar av regeringen till Berlin. Kvar i Bonn, som tidigare varit de facto-huvudstad för Förbundsrepubliken Tyskland, är enligt detta flyttbeslut regeringsfunktioner av mer förvaltande karaktär.
Helmut Kohl blev 1990 det återförenade Tysklands första förbundskansler. Under 1998 tog Kohls era slut då SPD vann valet och Gerhard Schröder blev ny förbundskansler i en koalitionsregering mellan SPD och De gröna. Det var en milstolpe för De gröna, som kommit in i den västtyska förbundsdagen 1983 och nu för första gången kom till regeringsmakten.

## Geografi

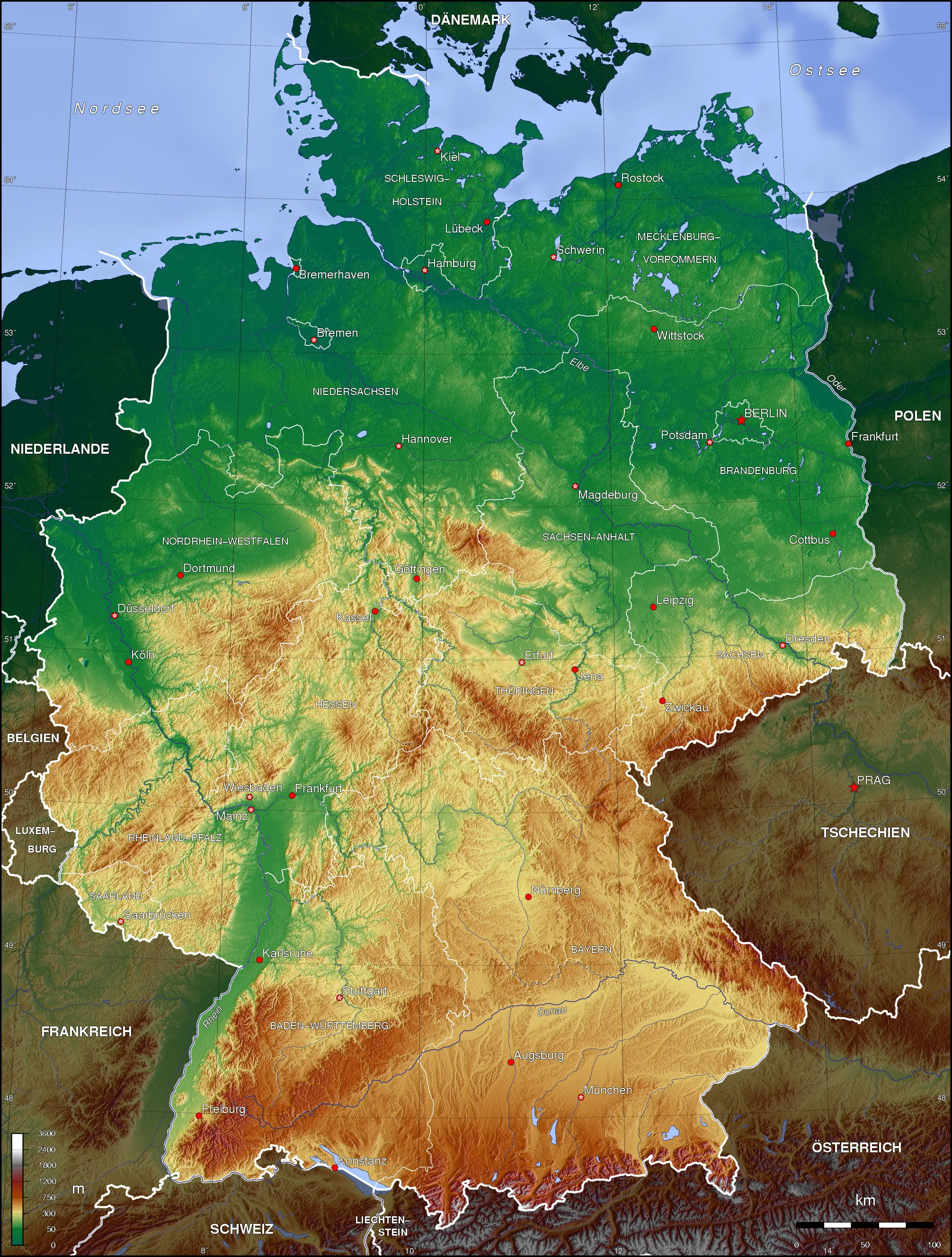
Topografisk karta över Tyskland.

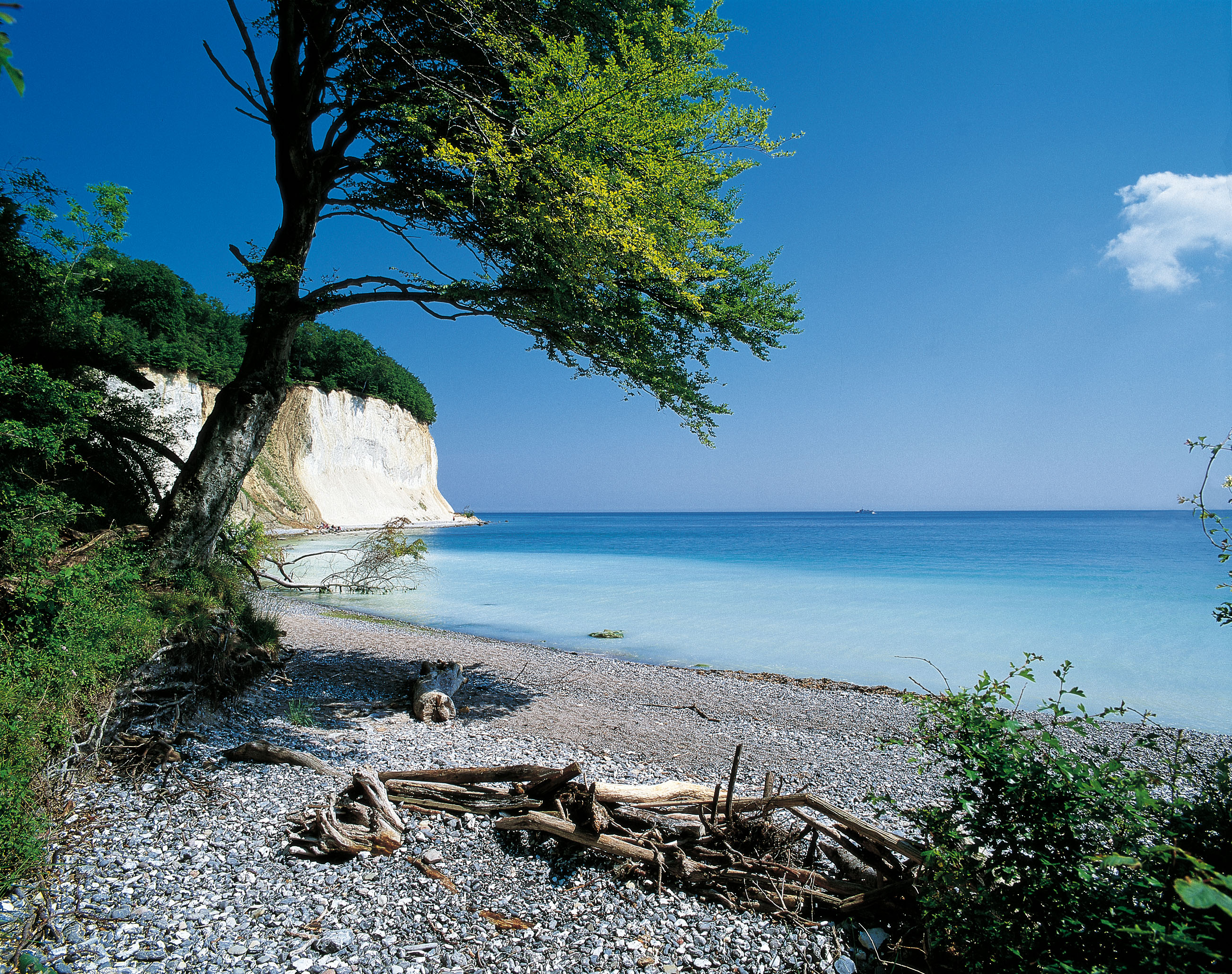
Rügen i Vorpommern, Tysklands största ö. Jasmunds nationalpark.

Tyskland, med en något större yta än Finland, är Europas sjunde största land. Det sträcker sig från Nordsjön och Östersjön i norr till Alperna i söder. Från den nordligaste punkten på ön Sylt till den sydligaste punkten vid Oberstdorf i Bayern är det 876 kilometer. Det längsta avståndet mellan västliga och östliga gränsen är 640 kilometer.

### Topografi
Landskapet blir högre ju längre söderut man kommer. 
Norra Tyskland består av Nordtyska låglandet och ligger lägre än 200 meter över havet. Det formades huvudsakligen vid senaste istiden under påverkan av inlandsis som skapat dess jordlager och format dess smältvattenflöden. Nordsjöns kust är flack och består av marskland, dyner och sandfält. Här finns Tysklands lägsta punkt, 3,54 m under havsnivån, i marsklandet Wilstermarsch i Schleswig-Holstein. Dynrader som brutits sönder bildar Ost- och Nordfrisiska öarna.
Mellantyska berglandet har sönderdelad topografi som veckats under variskiska bergskedjebildningen vilken till stor del brutits ned till en plan slätt och sedan täckts av lager under främst trias. Berggrundens rörelse har under alpina bergskedjebildningen gjort att vissa block har höjts och eroderats ned till berggrunden, andra har sänkts. På vardera sidor om mellersta Rhen finns Rhenska skifferbergen med flera olika bergsmassiv. Österut finns flera horstplatåer, till exempel Harz och Thüringer Wald, söder om Main flera cuestaplatåer, till exempel Erzgebirge. 
Bayerska platån begränsas av olika floder och bifloder, Donau, Iller, Lech, Isar och Inn.
Vid gränsen till Schweiz och Österrike, längst i söder, tar Tyskland del av Alperna. Där ligger också Tysklands högsta berg, Zugspitze, med 2 962 meter över havet.

### Hydrografi
Den största floden som delvis ligger i Tyskland är Donau, som rinner ut i Svarta havet. Alla andra större floder flyter till Nord- eller Östersjön. Rhen är den flod som är längst på Tysklands territorium. Av dess 1 320 kilometer går 865 kilometer genom Tyskland eller längs tysk gräns. Andra betydande floder är Elbe, Main, Oder, Weser och Saale.
Tyskland har ett flertal sjöar som bildades under istiden. Vattnet fyllde upp fördjupningar som isen skapade. De flesta sjöarna finns i Mecklenburg och runt Alperna. Bodensjön är den största sjö som delvis ligger i Tyskland och Müritz är den största sjö som ligger med hela ytan i Tyskland. Längs Nordsjöns kustlinje finns många öar som bildar långa kedjor. De var tidigare en del av fastlandet och blev senare avskurna genom landsänkning, så att havsvattnet flöt in i mellanrummet. Öarna i Östersjön är större, och där ligger också Tysklands största ö, Rügen.

### Klimat
Tysklands klimat är tempererat och fuktigt med små regionala skillnader, för det mesta kontinentalt med stora temperaturskillnader mellan sommar och vinter. Landets norra delar påverkas mer av havets vindar och där är temperaturskillnaderna ganska små. De blir större ju längre söderut man kommer. Det mildaste klimatet har övre Rhendalen där temperaturen sommartid kan uppnå 40 plusgrader.
Högsta uppmätta temperaturen är 42,6 plusgrader i Lingen år 2019. Det kallaste klimatet har man i Alperna.
Nederbörden är ojämnt fördelad över landet. Nordsjö- och Östersjökusten i norr domineras av fuktiga västliga vindar som släpper av sig mycket nederbörd. Regnigast är det dock i dalgångarna i Alperna där nederbörden kan vara så hög som 2000 mm per år.
En liten del runt den lågt belägna Bodensee har ett subtropiskt klimat.

### Växt- och djurliv
Från och med 2016 är 51% av Tysklands landområde ägnat åt jordbruk, medan 30% är skog och 14% omfattas av bebyggelse eller infrastruktur. Enligt den nationella tyska förteckningen över skogarna utgör bok, ek och andra lövträd drygt 40% av landets skogar; ungefär 60% är barrträd, särskilt gran och tall.
Tyskland tillhör mellaneuropeiska lövskogszonen, trots stora odlingar finns områden med alm, lind, ek, bok och avenbok. Längs den sandiga nordsjökusten finns sandbindare, till exempel sandrör och buskarna havtorn och vresros. I nordväst ljunghedar av atlantisk typ med vissa kärr och mossar. I öster finns tallskog och ljung på den sandiga marken i det flacka landskapet. Naturlig barrskog är ovanligt. I Schwarzwald omges odlad mark av gran och silvergran på de högre bergryggarna. Söderut finns bok och silvergran på högre höjder, som övergår till artrik örtflora, till exempel gentianor, bräckor och vivor.
Endemiska arter saknas i princip. Däggdjur såsom rådjur, kronhjort, vildsvin, rödräv och fälthare är utbrett. Utsläppta tvättbjörnar finns nu i stora stammar i norr och planterade för jakt finns mufflonfår i centrala Tyskland, i skogar och bland berg tjäder, pärluggla, järpe och hackspett. Norr, längsmed Nordsjön, har stora mängder rastande och övervintrande fåglar, exempelvis tärnor. I öst stork, tranor, örn och hackspett. Ovanliga grod- och kräldjur är alpsalamander, barnmorskegroda och kärrsköldpadda.

### Naturskydd

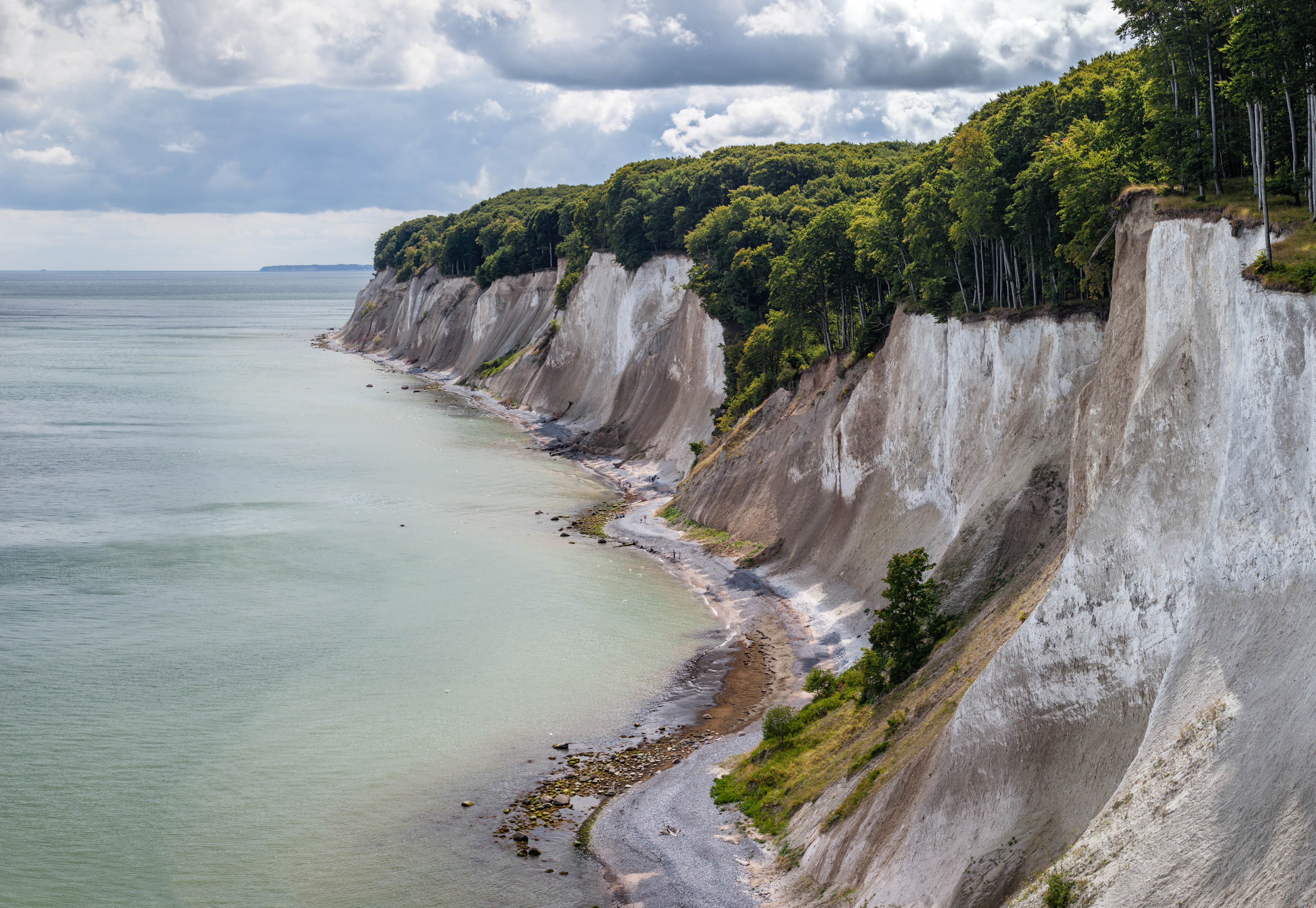
Jasmund, augusti 2018

De 16 nationalparkerna i Tyskland är Nationalpark Bayerischer Wald, Nationalpark Berchtesgaden, Nationalpark Eifel, Nationalpark Hainich, Nationalpark Hamburgisches Wattenmeer, Nationalpark Harz, Nationalpark Hunsrück-Hochwald, Jasmund, Nationalpark Kellerwald-Edersee, Müritz-Nationalpark, Nationalpark Niedersächsisches Wattenmeer, Sächsische Schweiz, Nationalpark  Schwarzwald, Nationalpark Unteres Odertal, Vadehavets nationalpark, Nationalpark Vorpommersche Boddenlandschaft. Dessutom finns det 17 biosfärområden, och 105 naturparker. Det finns mer än 400 djurparker i Tyskland. Berlins Zoo, som öppnade 1844, är den äldsta i Tyskland och gör anspråk på att ha den mest omfattande samlingen av arter i världen.

## Styre och politik

### Författning och styre
Tyskland är en republik som styrs genom parlamentarisk demokrati. Statschefen kallas för Förbundspresident. Hans eller hennes roll är framförallt ceremoniell. Förbundspresidenten väljs av en särskild grupp, kallad Förbundsförsamlingen, för sitt uppdrag och kan inneha det i högst två omgångar på fem år vardera.
Parlamentet på förbundsnivå är uppdelat i två kammare och tillsätts genom ett mixat valsystem. Dels den kammare som kallas Förbundsdagen och som mest motsvarar ett underhus. Överhusets roll spelas av förbundsrådet i vilket förbundsländerna finns representerade. Tyskland är en federal stat och är uppdelad i ett antal förbundsländer som har ett stort självstyre. Varje förbundsland har en egen ministerpresident och eget parlament som styr förbundslandet. Landet har även en författningsdomstol.
Tyskland är medlem i Europeiska unionen sedan den 1 januari 1958. Tyskland ingår även i euroområdet sedan den 1 januari 1999. En viktig EU-institution ligger i Tyskland, nämligen Europeiska centralbanken som har sitt säte i Frankfurt am Main. Tyskland räknas som en av världens mest demokratiska stater enligt ett flertal internationella index.[källa behövs]

### Administrativ indelning

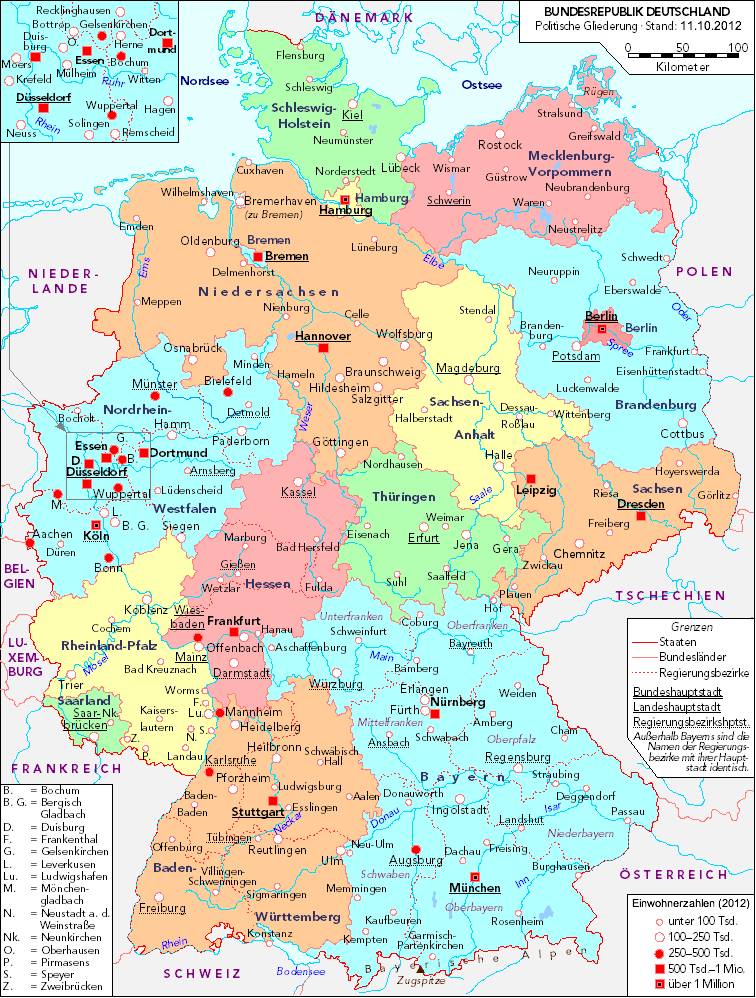
Karta över Tyskland.

Tyskland är en förbundsrepublik som bildas av 16 Länder (länder; talspråket även: Bundesländer, svenska: förbundsländer). De olika förbundsländerna har långtgående autonomi bland annat inom utbildningsområdet. De varierar i invånarantal från cirka 670 000 (Bremen) till cirka 18 000 000 (Nordrhein-Westfalen).
Fem av Tysklands förbundsländer (Baden-Würtemberg, Bayern, Hessen, Nordrhein-Westfalen och Sachsen) har en indelning i Regierungsbezirke (totalt 22 stycken). Niedersachsen, Rheinland-Pfalz och Sachsen-Anhalt har avskaffat Regierungsbezirke under de senaste åren.
Förbundsländerna är i sin tur delade i distrikt (tyska: Kreis, eller Landkreis) och distriktsfria städer (tyska: "Kreisfreie Stadt"). Registreringsnummer på tyska bilar bygger på kretsindelningen.
Tysklands kommuner är drygt 11 000 till antalet. Den största är staden Berlin (cirka 3,5 miljoner invånare), som också bildar ett eget förbundsland och den minsta heter Gröde och ligger i Schleswig-Holstein.

### Politik

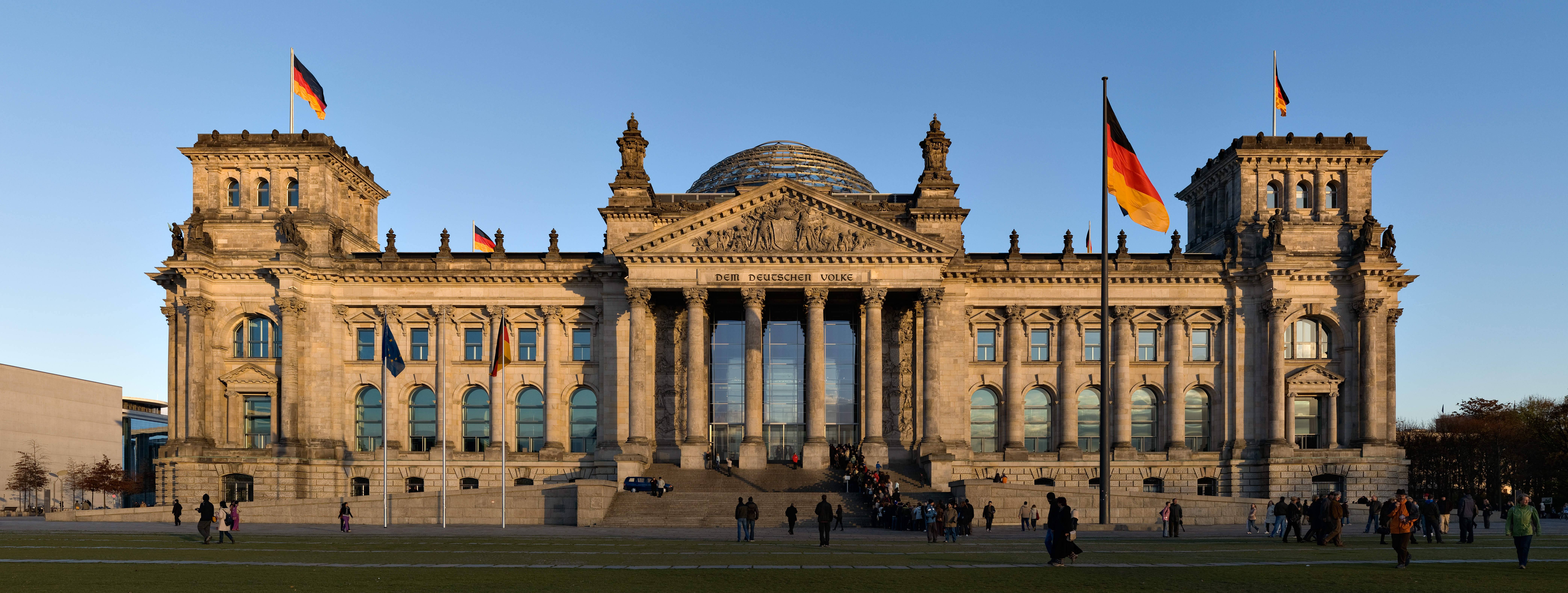
Förbundsdagen, det tyska parlamentet i Berlin.

#### Angela Merkel

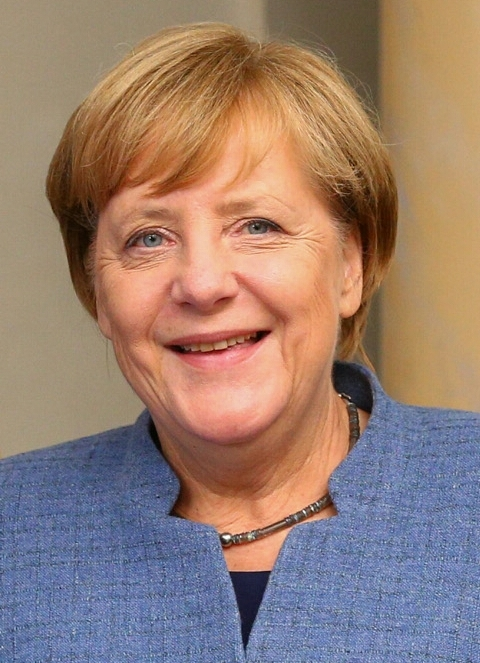
Angela Merkel 2017.

Då valresultatet 2005 inte visade någon entydig segrare, enades CDU/CSU och SPD om att på nytt bilda en stor koalition. Som förbundskansler valde man CDU:s partiordförande Angela Merkel, som är den första kvinnan på posten.
Merkel fortsatte som förbundskansler efter valet 2009, men då istället som ledare för en koalition mellan CDU/CSU och FDP.
Efter att FDP gick tillbaka starkt och åkte ur förbundsdagen vid valet 2013, bildades åter en storkoalition med CDU/CSU och SPD i regeringsställning i december 2013, då Angela Merkel också valdes om för sin tredje period som förbundskansler.
Valet till den 19:e förbundsdagen hölls 24 september 2017. FDP kom då tillbaka i förbundsdagen och AfD (Alternative für Deutschland) kom in som nytt parti. I mars 2018 träffades ett avtal om en ny storkoalition med CDU/CSU och SPD, och den 14 mars valdes Angela Merkel om för sin fjärde period som förbundskansler. I november 2018 anmälde Merkel att hon inte kommer att kandidera i sitt partis ordförandeval och inte söka sin femte mandatperiod som förbundskansler. 

#### Olaf Scholz
Valet till förbundsdagen hölls 26 september 2021.Socialdemokraterna SPD blev Tysklands största parti med 25,7 procent av väljarstödet. Tätt efter kom Kristdemokraterna CDU som tillsammans med systerpartiet CSU fick 24,1 procent av rösterna. De gröna hade 14,8 procent och var tredje största parti. Högernationalistiska partiet AFD minskade till 10,5 procent. Valet resultarade i förhandlingar om en så kallad trafikljusregering. En trafikljusregering består på så sätt av de röda socialdemokraterna, de gula liberalerna och de gröna. Socialdemokraten Olaf Scholz ledde förhandlingarna. I december 2021 blev socialdemokraten Olaf Scholz Tysklands förbundskansler.
Rysslands fullskaliga invasion av Ukraina i februari 2022 innebar en stor politisk kris i Tyskland, liksom i många andra europeiska länder. Tyskland - som varit kraftigt beroende av gas från Ryssland - behövde ställa om energipolitiken och hitta nya källor till energiförsörjningen. Den nya energipolitiken innebar bland annat ökad kolkraftsproduktion och fortsatt drift av tre kärnkraftverk, något som mötte motstånd i koalitionen hos de gröna och där Scholz slutligen använde en sällan använd paragraf i grundlagen för att som förbundskansler driva igenom sin politik. Invasionen av Ukraina innebar även omvärderingar av den tyska försvars- och utrikespolitiken.
Den nya energipolitiken i kombination med en kraftig inflation - även den kopplad till det ryska anfallskriget i Ukraina - påverkade de tyska hushållens ekonomi negativt. Missnöjet bland befolkningen ökade i takt med att levnadsvillkoren försämrades. Vid samma tidpunkt meddelade Scholz regering att jordbrukssubventioner skulle dras ner, vilket ledde till starka reaktioner och protester. Scholz regering försvagades fortsatt under 2024, mot bakgrund av den ekonomiska situationen och höjda krav från många yrkeskårer om högre löner och bättre arbetsvillkor. 
I november 2024 sprack Scholz trepartiregering mot bakgrund av en konflikt om budgeten. FDP lämnade koalitonen, men Scholz fortsatte att leda landet tillsammans med De gröna och utlyste nyval. Den ekonomiska situationen och politiska missnöjet har lett till att det högernationalistiska partiet AFD ökat i popularitet.

#### Partier
Förbundsrepubliken Tyskland har sedan grundandet 1949 haft koalitionsregeringar med antingen den kristdemokratiska unionen CDU/CSU (CDU med det bayeriska systerpartiet CSU) eller socialdemokratiska SPD som största parti. I förbundsdagen sitter (hösten 2017) även miljöpartiet Bündnis 90/Die Grünen, vänsterpartiet Die Linke, liberalerna FDP och det nationalkonservativa AfD.
Några av Tysklands viktigaste partier är:
- Socialdemokratiska partiet, SPD (Sozialdemokratische Partei Deutschlands). Partiet bildades efter andra världskriget och har under 1900- och 2000-talet ingått i flera regeringar. 1959 avsade sig partiet kopplingen till marxismen, vilket några år senare - 1966 - ledde till att de för första gången deltog i en federal regering. En inom partiet historiskt viktig person var Willy Brandt som var ordförande mellan 1964-1987 och försökte förbättra relationerna med de kommunistiska länderna i Östeuropa. Under 1990-talet rörde sig SPD alltmer mot den politiska mitten, vilket efter några år innebar att medlemmar ur partiets vänsterflygel lämnade SPD. Partiet är med i partigruppen S&D i EU-parlamentet.[56]
- Kristdemokraterna, som består av en politisk allians mellan två partier: Kristdemokratiska unionen (Christlich-Demokratische Union), CDU, och Kristsociala unionen (Christlich-Soziale Union), CSU. I samtliga delstater representeras partiet av CDU, förutom i Bayern, där det är CSU som företräder kristdemokraterna. Kristdemokraterna står för värdekonservatism i kombination med en tanke om vad man kallar en "social marknadsekonomi". Med social marknadsekonomi menar partiet en fri marknad tillsammans med statlig välfärdspolitik. CDU och CSU är lika, men CSU är mer EU-skeptiskt och konservativt än CDU. Båda partierna tillhör gruppen EPP i EU-parlamentet.[56]
- Alternativ för Tyskland, AFD, (Alternative für Deutschland), som är ett högernationalistiskt missnöjesparti. Partiet bildades 2013 som en reaktion mot eurosamarbetet och det finansiella stödet till Grekland. I samband med flyktingströmmarna under 2010-talet till Tyskland så började AFD profilera sig som ett islam- och invandringsfientligt parti. 2016 fanns partiet i mer än hälften av de tyska delstaternas parlament och i valet till förbundsdagen 2017 blev AFD tredje största parti, för att 2021 backa till femte största parti. Partiet har ett särskilt starkt stöd i de delar av landet som tillhörde Östtyskland. AFD var fram till i maj 2024 del av partigruppen ID i EU-parlamentet, men blev uteslutna därifrån. AFD var en av initiativtagarna till den nya gruppen ESN i EU-parlamentet efter parlamentsvalet 2024.[56]

### Rättsväsen
Den tyska rätten har efter inträdde i Europeiska unionen till viss del anpassats efter dess rätt. Historiskt påverkade romersk rätt den tyska civillagen Bürgerliches Gesetzbuch, (BGB). Den är känd för sin logiska uppbyggnad och klarhet, men svårförstådd för en icke-jurist. BGB:s påverkan på japanska civilrätten är känd. Vidare finns i rättsordningen handelslagen Handelsgesetzbuch (HGB), civilprocesslagen Zivilprozessordnung (ZPO), strafflagen Strafgesetzbuch (StGB), straffprocesslagen Strafprozessordnung (StPO), förvaltningslagen Verwaltungsverfahrensgesetz (VwVfG) och förvaltningsprocesslagen Verwaltungsgerichtsordnung (VwGO).
Att endast högsta instans tillhör den federala statsapparaten och övriga domstolar tillhör förbundslandet, är något som kännetecknar Tyskland. Den federala domstolen Bundesgerichtshof (BGH) är i spets för de allmänna domstolarna och prövar endast fall som ej rör rena fakta- eller bevisfrågor.   
Under denna står ett antal appellationsdomstolar Oberlandesgericht (OLG). Första instans avgörs av Landgericht (LG) eller Amtsgericht (AG), förekommer lokala avvikelser.  
Flera instanser förekommer för förvaltningsdomstolar Verwaltungsgericht, författningsdomstol Bundesverfassungsgericht, skattedomstolar Finanzgericht, arbetsdomstolar Arbeitsgericht, socialförsäkringsdomstolar Sozialgericht.

### Internationella relationer

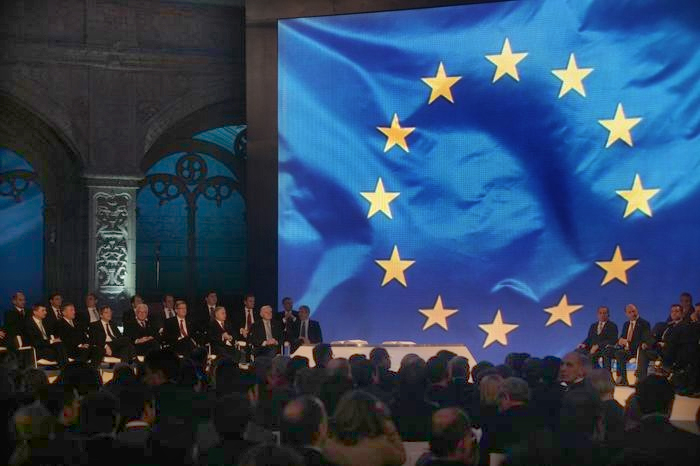
Tyskland var drivande i skapandet av Europeiska kol- och stålgemenskapen och Europeiska ekonomiska gemenskapen.

Tysklands utrikespolitik kanaliseras i stor utsträckning i olika multilaterala samarbeten som EU, FN och även försvarsalliansen Nato. Kriget i Syrien och flyktingkrisen 2015 har fört Tyskland i riktning mot en mer aktiv politik gentemot andra länder, något som dock har mötts med skepsis av befolkningen som är van vid en mer återhållsam utrikespolitik.
Landet har huvudsakligen ärvt Västtysklands utrikespolitik, exempelvis har USA varit en av Tysklands viktigaste allierade även om relationen förändrats efter Kalla kriget. Förhållandet mellan Tyskland och USA försämrades under det tidiga 2000-talet, bland annat genom det tyska motståndet mot USA:s anfall mot Irak. Donald Trumps tillträde som president 2017 och 2025 har också påverkat Tysklands och USA:s attityd till varandra.
Inom EU har Tyskland spelat en stor roll i att driva samarbetet framåt tillsammans med Frankrike, den fransk-tyska axeln. Frankrikes president och den tyska förbundskanslern möts varje år för att stärka samarbetet, något som flera gånger mynnat ut i faktiskt EU-politik. 1987 beslöt länderna att bilda den fransk-tyska brigaden, som senare blev Eurokåren. Tyskland har även drivit på införandet av euron och var drivande i utvidgningen av EU 2004 och 2007, när många länder i Östeuropa blev medlemmar i unionen.
Relationen till Ryssland har traditionellt varit tät, något som inte minst märkts i ett tyskt beroende av rysk energi i form av gas och olja, samt en betydande tysk export till Ryssland. Förhållandet försämrades betydligt när Ryssland 2014 annekterade Krimhalvön i Ukraina, vilket föranledde att Tyskland deltog i EU-sanktioner mot Ryssland. Rysslands fullskaliga anfall mot Ukraina i februari 2022 kastade helt omkull den tyska Rysslandspolitiken och ledde bland annat till att gasledningen Nord Stream 2 stoppades och att en skarp omläggning av energipolitiken i Tyskland inleddes för att kapa beroendet av rysk gas.
Under 2020-talet påbörjades ansträngningar att öka den tyska militära närvaron utomlands, inte minst kopplat till Kinas ökande makt och mer aggressiva utrikespolitik. Samtidigt är Tyskland beroende av Kina för sin export, vilket har komplicerat relationen och något man har arbetat för att begränsa.
Tysklands utrikesdepartement, Auswärtiges Amt (AA), har sitt säte i Berlin.

### Försvar

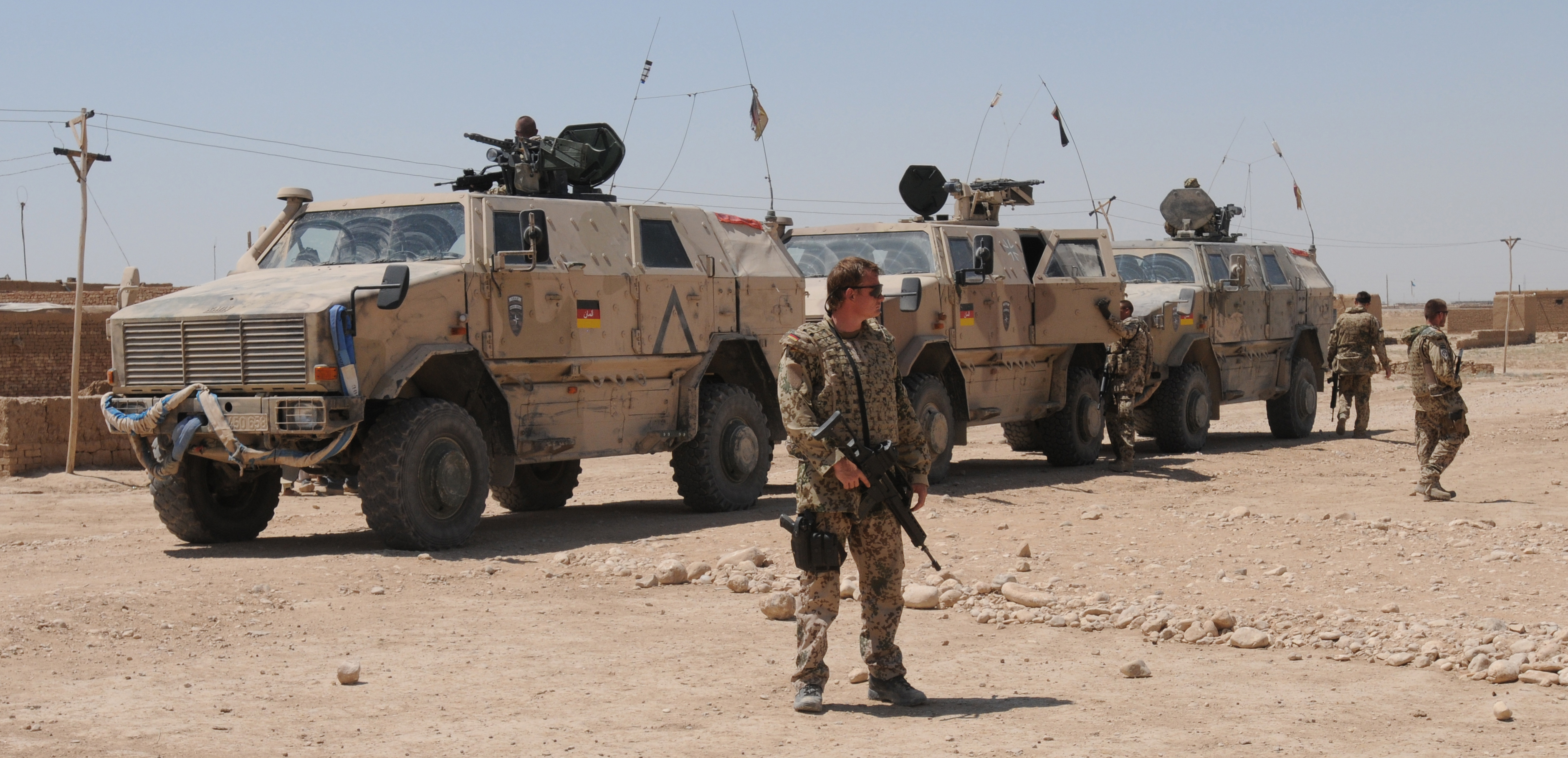
Tyska soldater i Afghanistan år 2009.

Tyskland var efter andra världskriget utan en egen armé och diskussioner fördes om Tyskland över huvud taget skulle ha en armé igen. Det kalla kriget förde med sig en utveckling där Västtyskland och Östtyskland fick varsin försvarsmakt som knöts till Nato respektive Warszawapakten. Efter återföreningen blev Bundeswehr hela Tysklands försvarsmakt.
Tysklands försvarsmakt samlas under Bundeswehr som skapades 1955. Under Bundeswehr återfinns Bundesheer (armén), Bundesmarine (marinen) och Luftwaffe (flygvapnet). Tyskland deltar i internationella fredsbevarande insatser och Nato-samarbeten. Tyskland följer den gängse europeiska trenden och genomför omfattande omstruktureringar av sin försvarsmakt, med bland annat utökningar av förband som följd. Den huvudsakliga anledningen är den ökande hotbild Ryssland utgör för freden i Europa efter Rysslands invasion av Ukraina. Tyskland har alltjämt Västeuropas största försvarsmakt.
Den tyska försvarsmakten har ofta hamnat i diskussioner rörande deltagande i internationella operationer med bakgrund i Wehrmachts handlingar under andra världskriget. Det har framförallt rört frågan om deltagande i krigszoner som fredsbevarande trupper.

## Ekonomi och infrastruktur

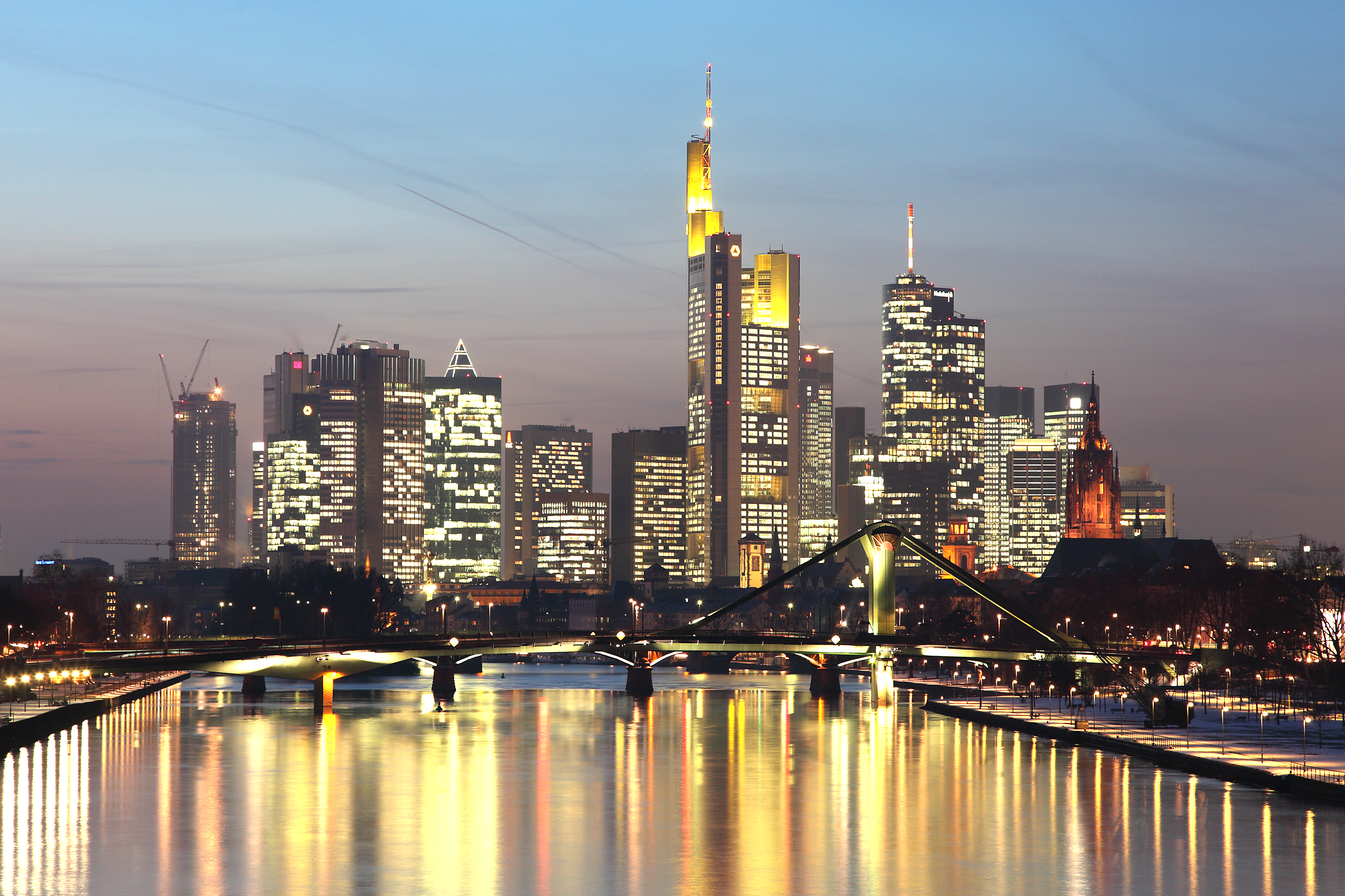
Frankfurt am Main är Tysklands främsta finansiella centrum. Det är även säte för Europeiska centralbanken.

Tyskland är ett av världens rikaste länder med en framgångsrik industri och räknas av Världsbanken som ett höginkomstland. Den tyska ekonomin är också en av de stora handelsekonomierna och kraftigt exportberoende med ett överskott i handelsbalansen. Industrin har länge spelat en viktig roll i Tyskland, samtidigt som servicesektorn år 2025 stod för 80% av landets bruttonationalprodukt (BNP). Många företag finns inom kemi-, elektronik-, och fordonssektorerna.
Den tyska återföreningen 1990 påverkade landets ekonomi, bland annat genom statliga överföringar från väst till öst för att kompensera skillnaderna mellan landsdelarna. Under 90-talet och början av 2000-talet återhämtade sig de östra delarna, men var under 2020-talet fortfarande efter i ekonomisk utveckling jämfört med Tysklands västra regioner. Delstaterna Nordrhein-Westfalen, Bayern och Baden-Württemberg stod i slutet av 2010-talet för mer än hälften av den tyska BNP:n, samtidigt som flera delstater i öst hade en BNP per invånare som låg under riksgenomsnittet.
En rad externa ekonomiska chocker under 2020-talet, inte minst en energikris som inleddes efter Rysslands invasion av Ukraina 2022, ledde till att den tyska ekonomin saktade in och krympte. Det tyska beroendet av den kinesiska marknaden för sin export påverkade även ekonomin negativt när den ekonomiska tillväxten i Kina saktade in. De ekonomiska kriserna fick IMF utnämna Tyskland till den utvecklade ekonomi som presterade sämst i världen 2023. Tyskland blev också det enda av G7-länderna vars ekonomi krympte 2023.

### Näringsliv
Under 2020-talet påverkades näringslivet inom flera sektorer - inte minst turism, restaurang och hotell - kraftigt av coronapandemin och Tyskland gick in i en djup lågkonjunktur. Regeringen beslutade om stöd till företag bland annat i form av lån och sänkt moms. Åtgärderna ledde till ökad export och en svagare ökning i arbetslösheten än vad som annars förväntades. De höga energipriserna i samband med Rysslands invasion av Ukraina 2022 gjorde det åter svårt för flera företag att verka, men 2023 lättade konjunkturen när priserna sjönk och den kinesiska marknaden öppnades efter covid-19-pandemin.
Tyskland fortsatte dock att ha en omfattande brist på kvalificerad arbetskraft och 2023 rapporterades att 1/6 yrken hade brist på arbetskraft. Det gällde yrken inom sjukvården, barnomsorgen, men även byggbranschen och bilindustrin. I takt med att befolkningen i Tyskland åldrades under 2020-talet så ökade både kostnader för pensioner och andra offentliga transaktioner ökat, samtidigt som den kvarvarande arbetskraften förväntades göra mer per person. Bortfallet kompenserades åtminstone delvis av immigration. En ökad immigration uppmuntrades även av IMF som en lösning på den krympande tyska ekonomin. Det ökande stödet för högerextrema organisationer och partier - inkluderat Alternativ för Tyskland (AfD) - ansågs dock ha en negativ effekt på ekonomin. En majoritet av tyska företag uppgav 2024 att man såg en påtaglig risk att det växande AfD skulle påverka både deras möjlighet att rekrytera kvalificerad arbetskraft och locka utländska investerare negativt.

#### Energi och råvaror
När det gäller råvaror förekommer det framför allt kol i form av brunkol i Tyskland och landet är en av världens största producenter av kol. Sedan slutet av 1980-talet har det statliga stödet till kolbrytningen minskat, vilket medfört att flera kolgruvor i landets östra delar stängt ner. För att försöka nå sina klimatmål har Tyskland beslutat att sluta använda kol för energiförsörjning från mitten av 2030-talet. Förekomsten av övriga råvaror i landet är begränsade, förutom viss utvinning av salt och kaliumkarbonat.
En stor del av Tysklands energi importeras till landet, ungefär 70 %. År 2023 stod olja för en tredjedel av energiförsörjningen, fossil naturgas för 26%, kol för 18%. När det gäller den inhemska energiproduktionen stod 2023 biobränslen och avfall för den största delen (39%), därefter kol och på tredje plats vind- och solkraft.

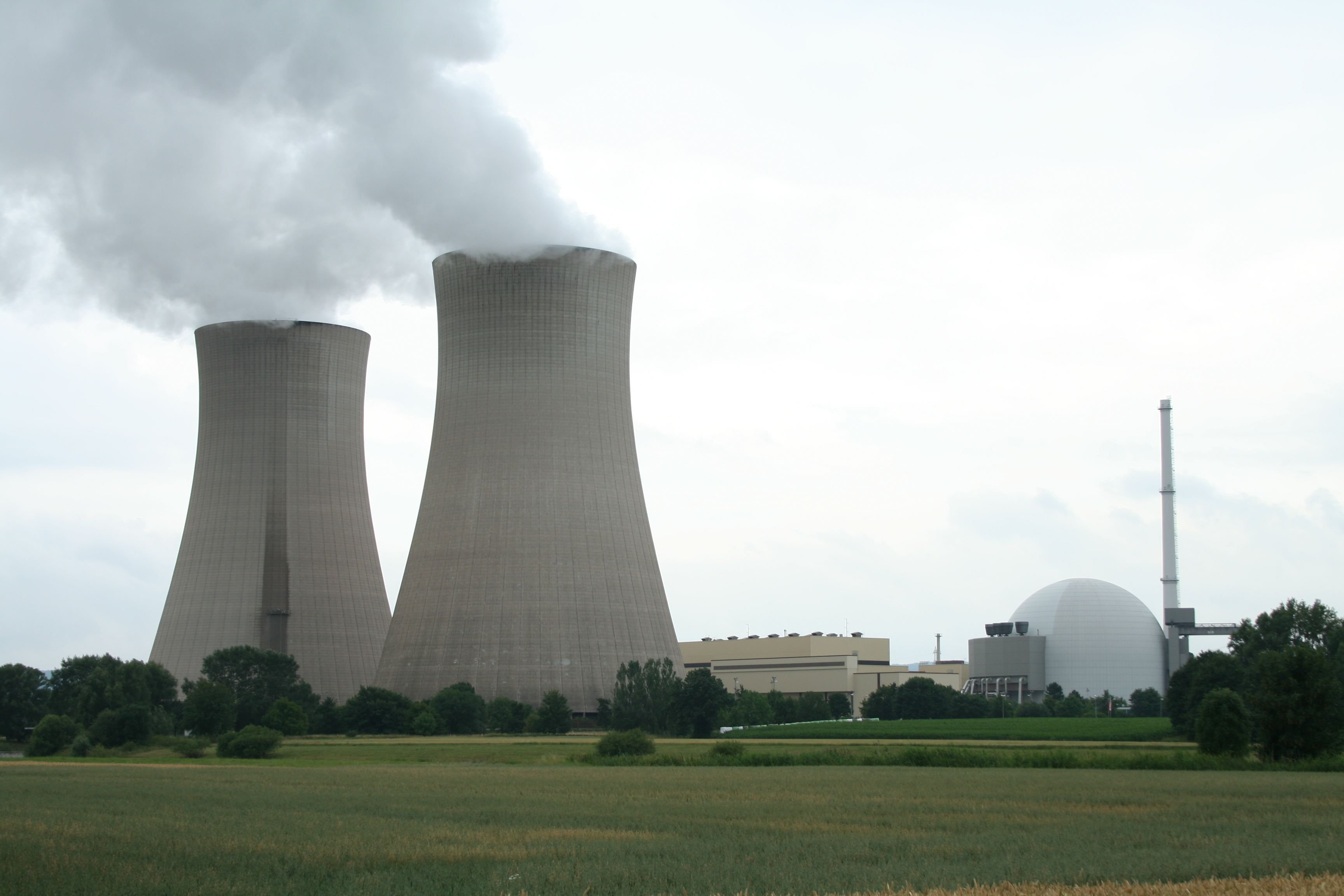
Kärnkraften är sedan 2001 och 2011 under avveckling i Tyskland.

I början av 2000-talet, 2001, beslutade Tyskland att stegvis montera ner sin kärnkraft, vilket år 2001 berörde 17 kärnkraftsreaktorer. Beslutet hävdes 2010, men togs på nytt 2011 efter kärnkraftshaveriet i Fukushima. 2011 stängde Tyskland åtta av sina reaktorer. På grund av energikrisen 2022 beslöt regeringen att de då tre kvarvarande kärnkraftverken skulle fortsätta drivas till april 2023.

### Infrastruktur

#### Transporter
Tysklands vägnät har hög standard. Under 1930-talet började det byggas motorvägar i stor omfattning. Idag har Tyskland ett väl utbyggt motorvägsnät. Än idag byggs det nya motorvägar trots att landet redan har ett motorvägssystem som når till de flesta delar av landet. De flesta nya motorvägar byggs i de nya förbundsländerna i östra Tyskland eftersom DDR-regimen inte prioriterade utbyggnaden lika högt som regimen i väst. Tyskland är idag ett av de länder som har högst vägstandard, dock finns det fortfarande vägar i östra Tyskland som inte håller samma höga standard som de i västra Tyskland. Även mindre vägar är ofta i gott skick i Tyskland.
En av anledningarna att transportnätet, främst motorvägarna är så väl utbyggda är att Tyskland ligger centralt i Europa och man i de flesta fall måste passera Tyskland för att ta sig ifrån västra Europa till östra Europa. Även trafiken till och från Europas norra delar måste i allmänhet ta sig igenom Tyskland för att komma till sydligare länder. Motorvägsnätet i Tyskland är det tredje största i världen. I Europa har Tyskland konkurrens om första platsen av Frankrike som också har ett motorvägsnät som är ungefär lika stort. Till skillnad från vägnätet i Frankrike har Tyskland knappt några vägtullar alls. År 2005 infördes emellertid vägtullar på motorvägar, men då endast för lastbilar med en totalvikt över 12 ton. Avsikten med detta är att flytta en del av godstrafiken från motorvägarna till järnvägarna.

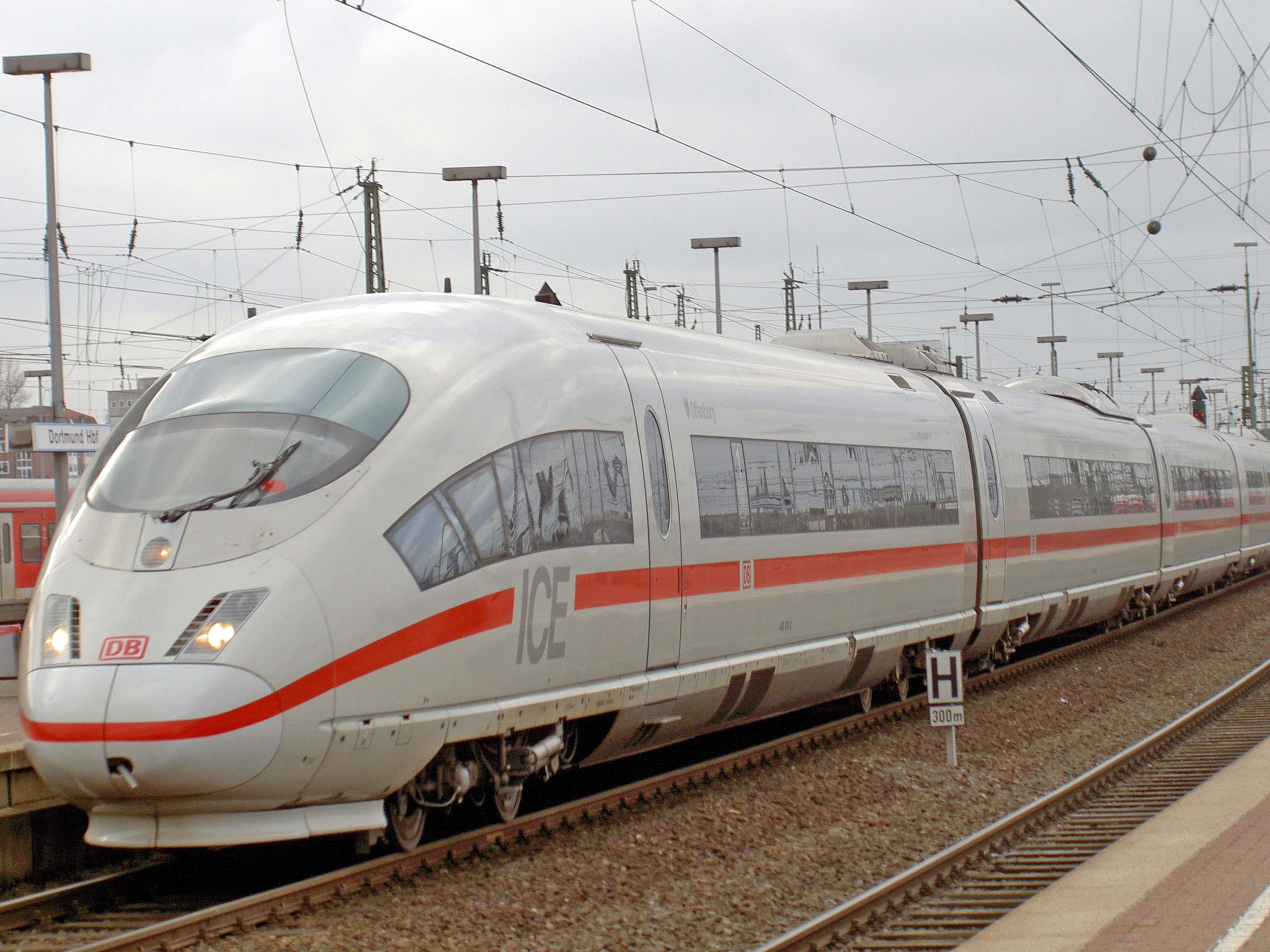
Intercity Express.

Höghastighetståget Intercity Express ("ICE"), med en toppfart på över 300 km/h, är Tysklands motsvarighet till franska TGV. Något långsammare, med toppfarter kring 200 km/h, går de tyska snabbtågen, som kallas InterCity, och motsvarar X 2000 i Sverige.
Historiskt har floderna varit och är fortfarande mycket viktiga för godstransporterna. Hamburg har med sitt läge vid Nordsjön och floden Elbe blivit ett av Europas stora transportcentra. Andra viktiga floder är Rhen, Main och Donau. Vidare finns ett väl utbyggt kanalsystem som förbinder de olika floderna.

#### Utbildning

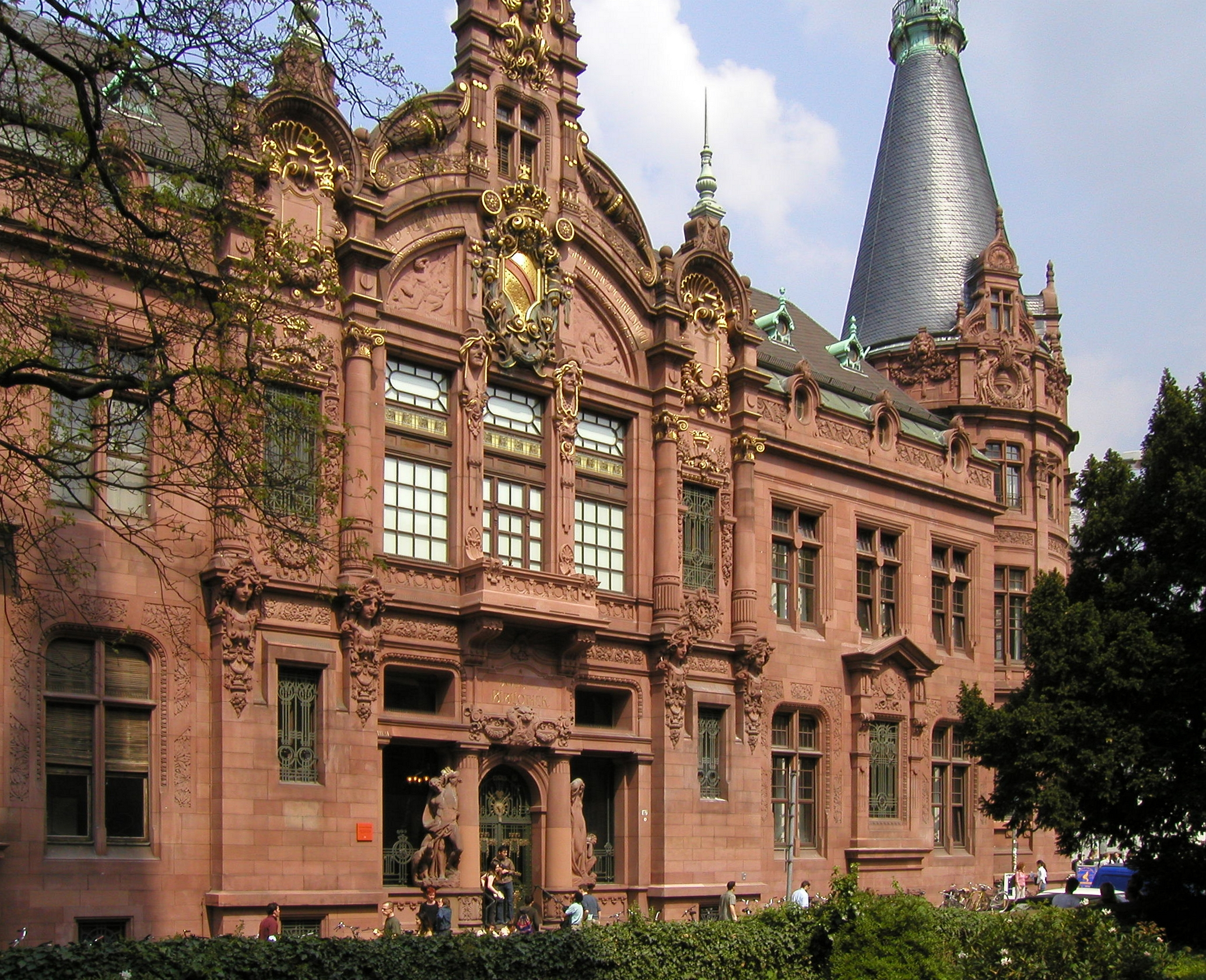
Universitetet i Heidelberg.

I Tyskland får varje förbundsland välja sin utbildningspolitik själva, vilket gör att skolsystemen skiftar en del från förbundsland till förbundsland. I huvudsak är dock skolgången i de olika förbundsländerna ganska lika varandra.
Tyska skolbarn väljer vid en tidig ålder inriktning i skolan. Tyska barn börjar skolan när de är 6 år. Alla måste gå i skolan i 9 eller 10 år. Dessutom tillkommer ett antal år i yrkesskolan. Den sammanlagda skoltiden uppgår i regel till minst 12 år. Skolsystemet har stora variationer beroende på att varje enskilt förbundsland utformar utbildningen.
Bredvid de klassiska universitetsstäderna (Tübingen, Heidelberg, Jena, Freiburg im Breisgau, Göttingen med flera) har efter 1945 en räcka nya universitets- och högskolor skapats runt om i Tyskland.

## Befolkning

### Demografi
Den 9 maj 2011 genomförde Tyskland den första stora folkräkningen sedan landets sammanslagning, Zensus 2011. Tidigare uppskattningar av folkmängd gjordes på framräkningar baserat på de senaste folkräkningarna i Västtyskland (1987) och Östtyskland (1990). Statistiken för den 9 maj 2011 innebar att man skrev ned antalet invånare med runt 1,5 miljoner, till 80 233 100 personer. Fortsatta framräkningar av folkmängd utgår tills vidare från Zensus 2011.
Tyskland hade den 31 december 2023 en beräknad befolkning på 84 669 326 personer.
I likhet med många länder i Europa har Tyskland ett lågt barnafödande och en ökande andel äldre i befolkningen. År 2024 beräknades det att om födelsetalen fortsatte ligga på samma nivå som under 2020-talet så skulle den tyska befolkningen minska med 11-15 miljoner människor fram till år 2060.
En annan större trend i landet är att den tidigare öppna migrationspolitiken begränsades under slutet av 2010-talet och under 20-talet, vilket har lett till en minskad invandring till landet. Tysklands mest befolkade områden är i de västra och södra delarna av landet, särskilt Ruhrområdet, Rhen-Main nära Frankfurt, Rhen-Neckar vid Mannheim och Ludwigshafen, samt Stuttgartregionen och andra storstadsregioner. Det tidigare Västtyskland har dubbelt så hög befolkningstäthet än det forna Östtyskland, vilket delvis beror på en stor intern migration från öst till väst sedan den tyska återföreningen.

#### Större städer
De fem största städerna i Tyskland är 
1. Berlin (3 431 675 invånare)
2. Hamburg (1 746 893 inv.)
3. München (1 294 608 inv.)
4. Köln (1 000 660 inv.)
5. Frankfurt am Main (667 468 inv.)

I Tyskland finns det 11 storstadsregioner. I de 11 regionerna bor det runt 49 miljoner invånare, vilket motsvarar nästan 60 % av Tysklands befolkning.
| - Rhein-Ruhr-regionen - Berlin/Brandenburg - Rhen-Main-området - Stuttgart - Hamburg - Hannover-Braunschweig-Göttingen | - Sachsendreieck (Chemnitz, Zwickau, Dresden, Leipzig, Halle) - München - Nürnberg - Bremen-Oldenburg - Rhen-Neckar |

#### Minoriteter
Tyskland har fyra officiellt erkända minoriteter: sorber, danskar, friser och romer.

#### Migration
Befolkningstillväxten i Tyskland har under 2000-talets första decennier främst byggt på invandring till landet. Efter andra världskriget invandrade många tyskspråkiga till Västtyskland från DDR och andra tyskspråkiga områden i Östeuropa. Byggandet av Berlinmuren innebar ett nästan totalt stopp för invandringen österut, men migrationen från öst ökade kraftigt igen efter murens fall. Under 1950- och 60-talen hade Tyskland en betydande arbetskraftsinvandring, främst från Turkiet, Jugoslavien och andra länder i södra Europa. Även till DDR kom invandrare, men då från socialistiska länder som Vietnam, Angola och Kuba. Under den senare delen av 1900-talet kom många till landet från EU-länder och EU-kandidatländer. Migrationen nådde en topp 2015 då ungefär 900 000 invandrade till Tyskland, huvudsakligen flyktingar från Syrien och invandrare från länderna på västra Balkan. Mottagandet, framför allt av flyktingarna, ledde till en stark politisk debatt och ökad främlingsfientlighet. Den anti-muslimska rörelsen Pegida uppstod under den här tiden i Tyskland och anordnade demonstrationsmarscher med utgångspunkt i Dresden.

### Religion

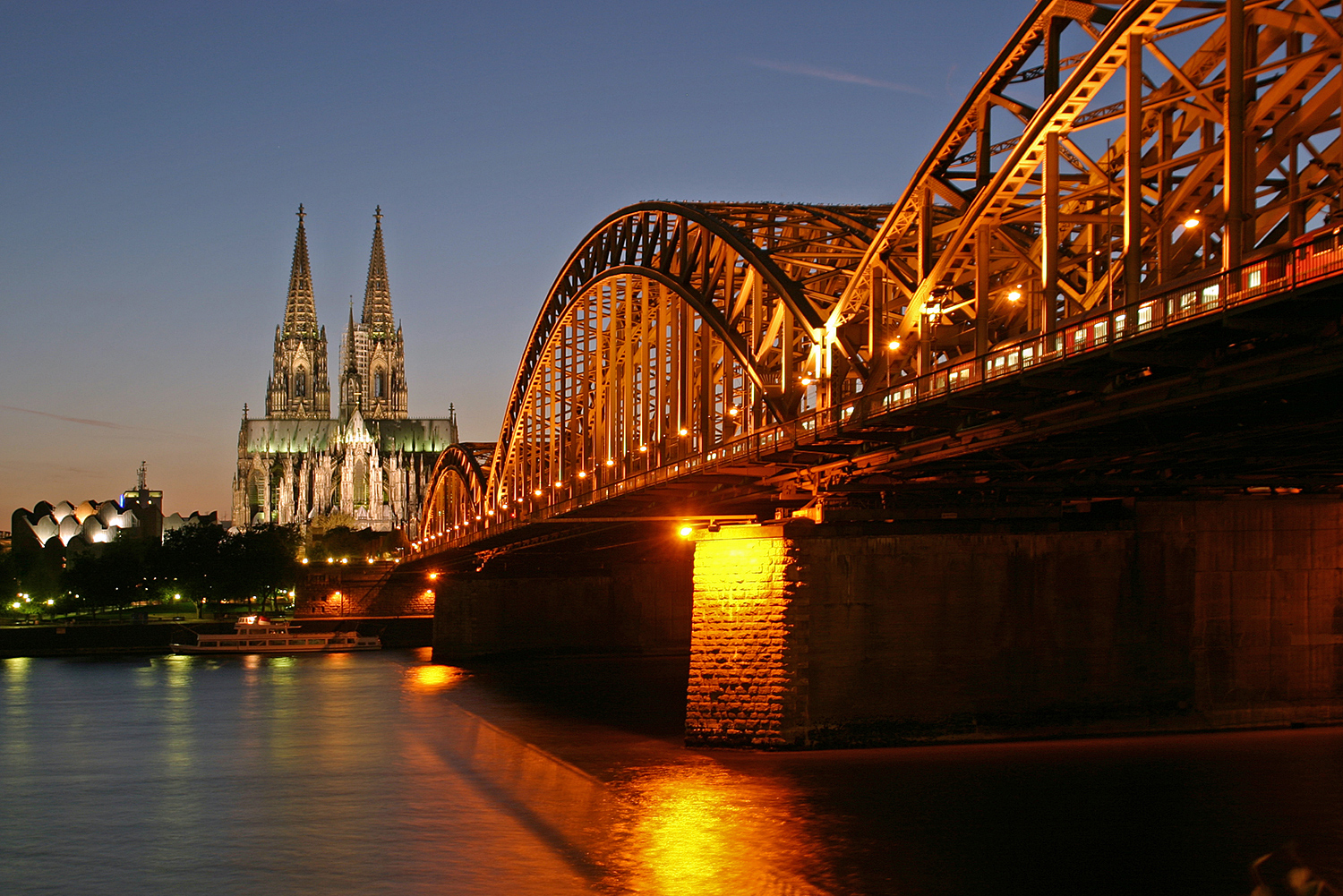
Kölnerdomen, katedralen i Köln.

Kristendomen är den största religionen i Tyskland, med 45,8 miljoner registrerade anhängare (55,1 %) 2019. 2019 var 20,7 miljoner protestanter (24,9%) och 22,6 miljoner katoliker (27,2%). 
Historiskt är Tysklands kristna sedan 1500-talets och 1600-talets religionsstrider huvudsakligen protestanter i de norra delarna av landet, medan katolicismen dominerar i Sydtyskland, men gränserna mellan katolska och protestantiska områden har i modern tid blivit mindre skarpa.
Den näst största religionen är islam med 4,3 miljoner anhängare (5,2 %) följt av buddhism och judendom, båda med ungefär 200 000 anhängare (ca 0,25 %). Hinduism har ungefär 90 000 anhängare (0,1 %) och sikhism 75 000 (0,09%). Alla andra religiösa samfund har färre än 50 000 anhängare.
Runt 32,3 miljoner tyskar (38,8 %) är inte registrerade i något samfund. I tidigare Östtyskland är andelen invånare som uppger att de inte tillhör någon religion omkring 75 %, med den största andelen, 81,7 %, i förbundslandet Sachsen-Anhalt. Detta sätts i samband med den statliga ateistiska ideologin i Östtyskland, där utträde ur kyrkosamfund aktivt uppmuntrades.
Tyskland har lagar mot hädelse vilka gör blasfemi som är kapabelt att störa ordningen straffbar. Personer lagförs för brott mot denna lag i sällsynta fall, till exempel dömdes en 66-årig man i februari 2016 till 500 euro i böter för att ha visat blasfemiska budskap med udden riktad mot katolicismen på sitt fordon. År 2006 dömdes en man till villkorlig dom för att ha tryckt upp toalettpapper med verser ur Koranen på varje ark efter en officiell protest ifrån Iran. Utöver sitt straff utsattes 61-åringen också för mordhot och behövde livvaktsskydd av polis.

## Kultur

### Massmedier

#### Press och förlag
Tysk press består av såväl välrenommerade dagstidningar och magasin som beryktad kvällspress, så kallade boulevardtidningar. Efter kriget skapade Axel Springer ett medieimperium som dominerat tysk press; Axel Springer SE ger bland annat ut Bild (tidigare Bild-Zeitung). Bland de internationellt mer välrenommerade tyska dagstidningarna märks Frankfurter Allgemeine Zeitung (FAZ) och Süddeutsche Zeitung (SZ).

#### Radio och television
Televisionen utvecklades olika i Öst- och Västtyskland. Den östtyska televisionen startade 1952 med Deutscher Fernsehfunk. I Väst började den första tyska kanalen sändas av ARD, ett nätverk av regionala radiostationer, under decenniet. År 1963 startade Västtysklands andra kanal Zweites Deutsches Fernsehen (ZDF). Senare etablerades en tredje regional kanal i Västtyskland. I och med landets återförenande integrerades Östtysklands tv-organisation i ARD som regionala stationer. Den offentliga televisionen finansieras av reklam och licensavgifter.
Sedan 1980-talet har privata kanaler börjat sända, med RTL och Sat1 bland de äldsta. Under 1990-talet ökade antalet kanaler ytterligare med bland annat Premiere. ARD och ZDF har svarat med att starta nya kanaler, såsom Arte och Phoenix.
Berlin var först i Europa att gå över till digital marksänd TV i december 2003 och övergången sker region för region.
Exempel på regionala rundradiostationer:
- Westdeutscher Rundfunk (WDR)
- Bayerischer Rundfunk (BR)
- Norddeutscher Rundfunk (NDR)

### Konstarter

#### Musik
Många av den klassiska musikens mest kända kompositörer genom historien har kommit från Tyskland. Till detta kommer det rika ömsesidiga utbytet med den österrikiska musiken – det tysktalande områdets varierande gränser gör det närmast till en anakronism att separera ut österrikisk musik ur vad som under lång tid var en gemensam musiktradition, där till exempel konfessionella gränser spelade en nog så viktig roll. Under barocken verkade Johann Sebastian Bach (1685–1750), den kanske mest kände barockkompositören av alla. Även Ludwig van Beethoven (1770–1827), som verkade under den klassicistiska perioden, tillhör den klassiska musikens absolut största. Utveckling av orkestermusik och framför allt symfoniformen är Tysklands största bidrag till musikhistorien. Under senromantiken påbörjades en stark rörelse mot att utveckla tysk opera vilket kulminerade i Richard Wagner och Richard Strauss verk. Andra betydelsefulla kompositörer var bland andra Georg Friedrich Händel, Johannes Brahms, den ungerskfödde Franz Liszt, Felix Mendelssohn, Robert Schumann, Max Reger, Paul Hindemith, Carl Orff och Kurt Weill. Bland senare tiders tonsättare märks Karlheinz Stockhausen. Stockhausen var en av pionjärerna inom modern elektronisk och elektroakustisk konstmusik och har för detta fått Polarpriset.
| Johann S. Bach Toccata och fuga | Ludwig v. Beethoven Ödessymfonin | Richard Wagner Die Walküre |
| ------------------------------- | -------------------------------- | -------------------------- |
|                                 |                                  |                            |

Den tyska musiken är ofta förknippad med schlager där Tyskland har varit ett av de ledande länderna. Schlagern hade sin storhetstid fram till 1970-talet med artister som Peter Maffay och Rex Gildo men även utländska artister, däribland Udo Jürgens, Siw Malmkvist, Wenche Myhre och Gitte Hænning. Tyskland har vunnit Eurovision Song Contest två gånger: 1982 med Ein bisschen Frieden med Nicole och 2010 med Satellite framförd av Lena Meyer-Landrut.
Tysk musik har också blivit känd för "synthmusik" och olika former av industrirock. Under 1970-talet blev Düsseldorf-baserade Kraftwerk stilbildande inom elektronisk musik där de intar en särställning. Deras ofta minimalistiska verk har inspirerat oräkneliga andra kompositörer, inklusive konstmusiker. Neu! var ett annat band inom den elektroniska musiken som var nyskapande. En annan känd musikgrupp under 1970-talet med en helt annan musikalisk inriktning var discogruppen Boney M. Bredvid den kommersiella musiken fanns vissångare som Wolf Biermann och Reinhard Mey. Inom den politiska rocken under 1970-talet, var det anarkistiska bandet Ton Steine Scherben tongivande, och deras sångare Rio Reiser uppnådde kultstatus. Nina Hagen profilerade sig som punkdrottning. Under 1980-talet blev Scorpions det dåvarande Västtysklands bidrag till arenarocken. Samtidigt producerade Alphaville en mer hitsorienterad syntdominerad musik med hitlåtar som ("Forever Young, Big in Japan"). Popgruppen Modern Talking – som bestod av duon Thomas Anders och Dieter Bohlen – var Tysklands största musikexport genom tiderna. Bohlen har de senaste åren gjort sig ett namn som jurymedlem i showen "Deutschland sucht den Superstar", det vill säga den tyska versionen av "American Idol". I TV blev Musikladen under 1970-talet ett begrepp och det finns idag även en tysk version av BBC:s Top of the Pops. TV-musikkanaler i Tyskland inkluderar det tyska MTV och VIVA.

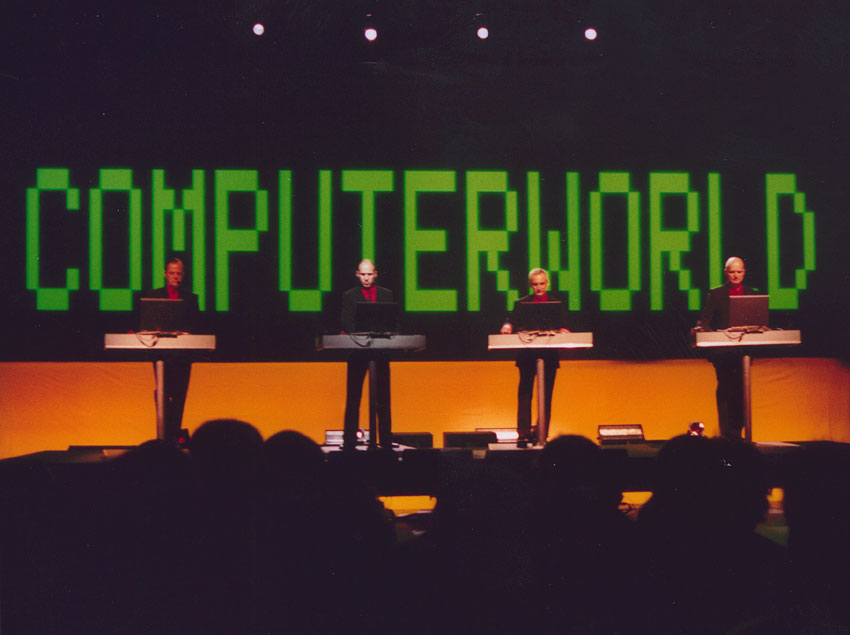
Musikgruppen Kraftwerk uppträder.

Ett annat viktigt band från Tyskland är Einstürzende Neubauten, vilka har gjort experimentell musik sedan 1980 och existerar än idag. Den tunga industrirocken har sin främsta företrädare i det egensinniga bandet Rammstein. Schranz, en hårdare och mer repetitiv variant av techno utvecklades av tyska discjockeyer i mitten på 1990-talet. Kända inom genren är bland andra Chris Liebing, Sven Väth och Thomas Krome. Kända tyska band inom heavy metal, inklusive power metal, är Blind Guardian, Edguy, Freedom Call, Gamma Ray, Helloween, Kreator, Primal Fear och Sodom. Tyska hiphop/rap artister och grupper inkluderar Bushido, Fler, Kitty Kat, Die Fantastischen Vier, Sido och Fettes Brot.
På senare år har eurodiscon liksom schlagern ofta kopplats samman med Tyskland med artister som Blümchen och Scooter. Bland Tysklands mest kända musikgrupper i dagsläget är Tokio Hotel som är populära bland både europeiska, asiatiska, japanska och amerikanska ungdomar. De gjorde sig kända år 2001. Bland dagens tyska band och artister kan även nämnas Lacrimosa, Die Ärzte, Die Toten Hosen, LaFee, Cinema Bizarre, Nevada Tan och Xavier Naidoo. Också reggae har blivit populärt i Tyskland med band som Culcha Candela och Seeed. Lou Bega är också en tysk artist som slog igenom med hiten Mambo nr. 5
Några tyska jazzmusiker är Klaus Doldinger, Albert Mangelsdorff, Peter Brötzmann, Till Brönner, Theo Jörgensmann, Eberhard Weber och Roger Cicero.

#### Teater
Dramatikern Bertolt Brechts verk – bland annat Tolvskillingsoperan – har spelats över hela världen. Efter kriget verkade Brecht i Östberlin.

#### Bildkonst
Under gotiken blomstrade skulptur- och målarkonsten i Tyskland och flera tyska mästare fick viktiga uppdrag runt om i Europa. Under renässansen framträder Lucas Cranach den äldre, Hans Holbein den yngre, Albrecht Dürer och Matthias Grünewald. Barocken introducerades sent på grund av härjningar under trettioåriga kriget och blomstrade mest i arkitekturen.
Bland romantikens konstnärer i slutet av 1700-talet och under 1800-talet märks inte minst Caspar David Friedrich, Philipp Otto Runge och Arnold Böcklin.
Vid modernismens genombrott i slutet av 1800-talet och början av 1900-talet, hade konstnärsorganisationer som Berliner Secession, Neue Secession och Freie Secession avgörande betydelse för att lyfta fram och stödja nya riktningar.
Impressionismens största namn i Tyskland var Max Liebermann. Två mycket framträdande expressionistiska grupper i början av 1900-talet var Brücke och Der Blaue Reiter. En av den här tidens största kvinnliga konstnärer var Käthe Kollwitz.
Mellankrigsåren fram till 1933 var skådeplatsen för djärva experiment, med personligheter som Georg Grosz och dadaisten/surrealisten Max Ernst.
I Nazityskland (1933–1945) uppmuntrade den statliga konstbyråkratin en mycket konservativ, snarast nyklassicistisk/nyromantisk stil med monumentala inslag. Alltför modernistisk eller avantgardistisk konst klassades som entartete Kunst och yrkesförbud utdelades.
Efter andra världskrigets slut och landets delning i Väst- och Östtyskland fram till 1990, var konstlivet betydligt friare i väst och under 1900-talets andra hälft kom framträdande namn som Joseph Beuys, Wolf Vostell, Gerhard Richter, Sigmar Polke, Anselm Kiefer, Georg Baselitz, Rosemarie Trockel och Martin Kippenberger.
En av 1900-talets mest betydande fotografer var August Sander som, liksom Albert Renger-Patzsch, brukar tillskrivas konstriktningen die Neue Sachlichkeit, den Nya sakligheten. Bland senare fotografer kan nämnas Bernd och Hilla Becher, Candida Höfer, Andreas Gursky och Wolfgang Tillmans.
Inom måleriet i början av 2000-talet märks inte minst den så kallade Nya Leipzigskolan, med företrädare som Neo Rauch, Rosa Loy och Tim Eitel.
|                         |                                      |                     |                   |                             |                                                         |
| Lucas Cranach d.ä.      | C D Friedrich                        | Max Liebermann      | Franz Marc        | Joseph Beuys                | Rosemarie Trockel                                       |
| Kreuzigung Christi 1503 | Der Wanderer über dem Nebelmeer 1818 | Papageienallee 1902 | Blaues Pferd 1918 | under aktionen Filz-TV 1966 | Less Sauvage than Others (Weniger wild als andere) 2007 |

#### Återkommande konstutställningar
Documenta, en av världens största och mest betydelsefulla samtidskonstutställningar, hålls vart femte år i Kassel. documenta 14 startade i Aten i april 2017, för att i juni även öppna på ordinarie ort i Kassel.
Näst största samtidskonstutställningen i Tyskland är Berlinbiennalen, som äger rum i Berlin vartannat år, vid jämna årtal.

#### Litteratur

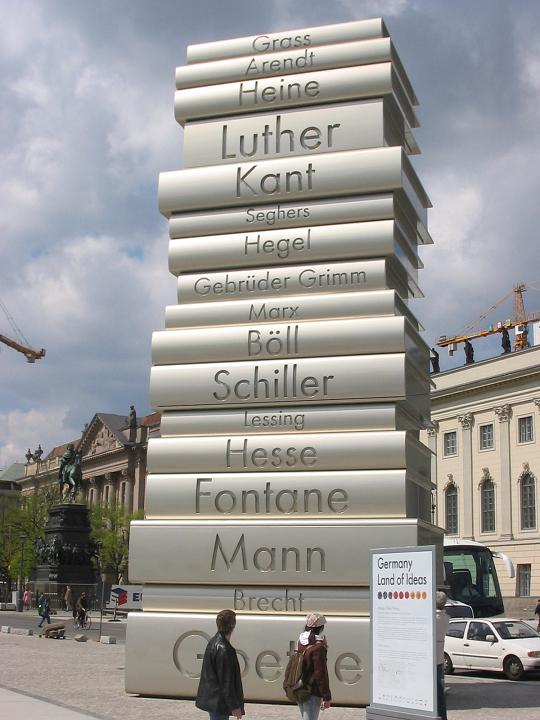
Der moderne Buchdruck
(sv: Den moderna boktryckar-konsten), Walk of Ideas, 2006.

#### Film

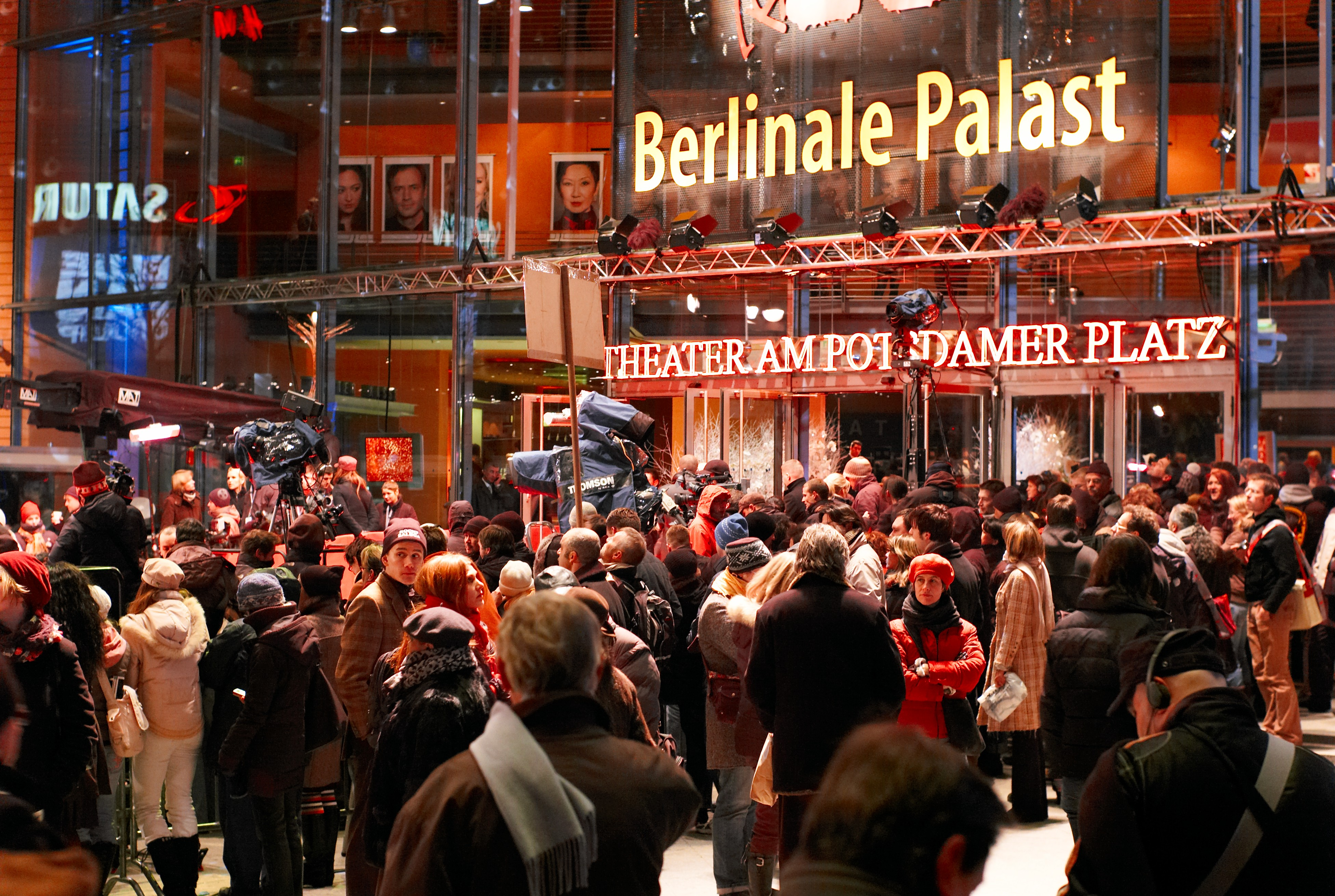
Berlinale.

Tyskland var ett av de länder där filmen tidigt utvecklades och Berlin blev centrum för den tyska filmen under det tidiga 1900-talet. Tysk film hade under 1920- och 1930-talet en första storhetstid med filmer som Metropolis och Der blaue Engel. Regissörerna hette bland annat Fritz Lang, F.W. Murnau och Josef von Sternberg. Ufa var Tysklands stora filmindustri innan Andra världskriget.
Under det tredje riket flydde många av de stora inom filmen till USA; förutom regissörer även flera kända skådespelare som till exempel Marlene Dietrich. Naziregimen och propagandaministern Joseph Goebbels tog kontroll över filmindustrin och gjorde en rad ideologiska propagandafilmer, till exempel Viljans triumf av Leni Riefenstahl. Efter andra världskriget skulle det dröja till 1960-talet innan tysk film åter fick ett uppsving, i och med den nya tyska vågen med nyskapande regissörer som Alexander Kluge, Volker Schlöndorff, Werner Herzog, Rainer Werner Fassbinder och Hans-Jürgen Syberberg.

#### Arkitektur

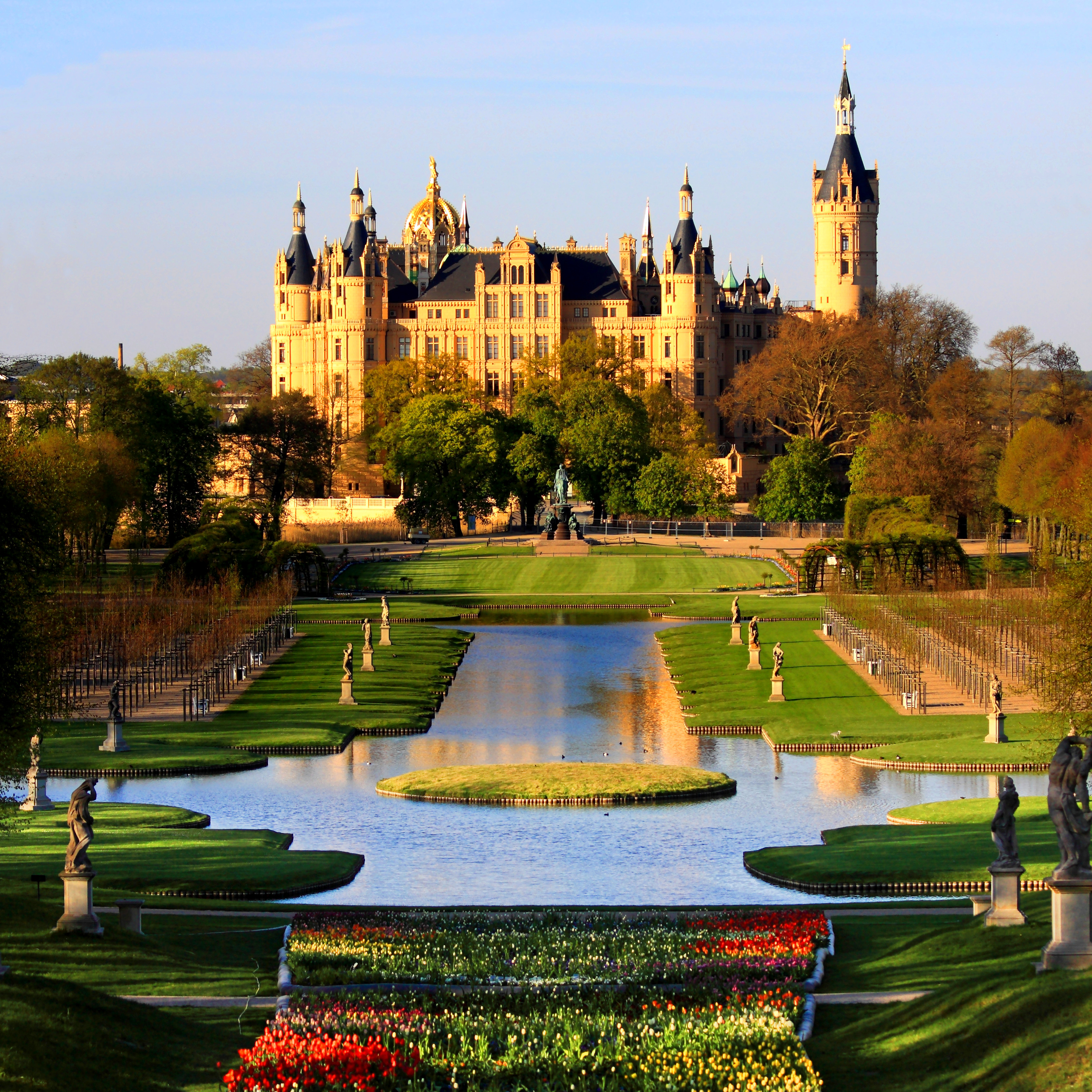
Schwerins slott, Mecklenburg (1358–1857).

År 2024 var Tyskland nummer tre på listan över länder med flest världsarv i världen, totalt 54 stycken. Bland världsarv i Tyskland kan nämnas Darmstadts konstnärskoloni och Judiska begravningsplatserna i Speyer, Worms och Mainz.

### Traditioner

#### Helgdagar och högtider
| - Nyårsdagen - Annandag pingst - Juldagen - Annandag jul - Kristi himmelsfärdsdag - Annandag påsk - Första maj - Långfredagen - Tag der deutschen Einheit, 17 juni 1954–17 juni 1990 - Tag der Deutschen Einheit, 3 oktober 1990– Denna lista hämtas från Wikidata. Informationen kan ändras där. |

#### Matkultur

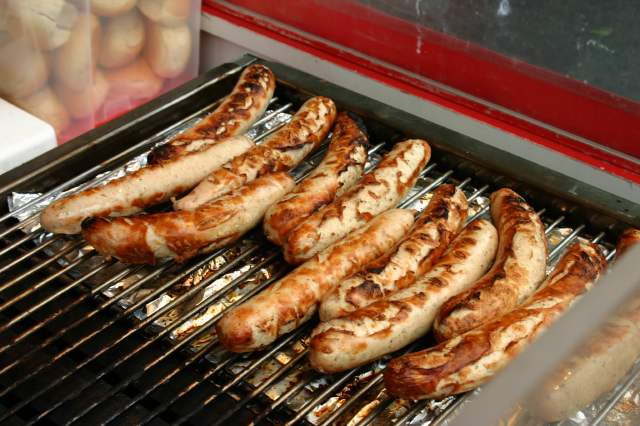
Bratwurst.

Några tyska regioner har egna mattraditioner, till exempel Hessen, Bayern, Thüringen, Westfalen, Niedersachsen, Schleswig-Holstein, Mecklenburg-Vorpommern, Sachsen-Anhalt och många fler.
Det tyska köket utgår oftast från kött – framför allt fläsk, nötkött och kyckling. Det finns ett stort utbud av korv och andra charkvaror. Där finns flera traditionella maträtter från olika tyska landskap. Kallskuret är vanligt som lunchrätt eller som tilltugg till öl eller vin. Vanliga tillbehör är bröd och potatis. Grönsaker förekommer ofta i stuvningar och soppor. En mycket populär modern innovation inom det tyska gatuköket är currywurst - en korv som serveras med ketchup, tomatsås och currypulver.
Det tyska köket har sedan medeltiden haft stort inflytande på bland annat det svenska köket.

### Sport

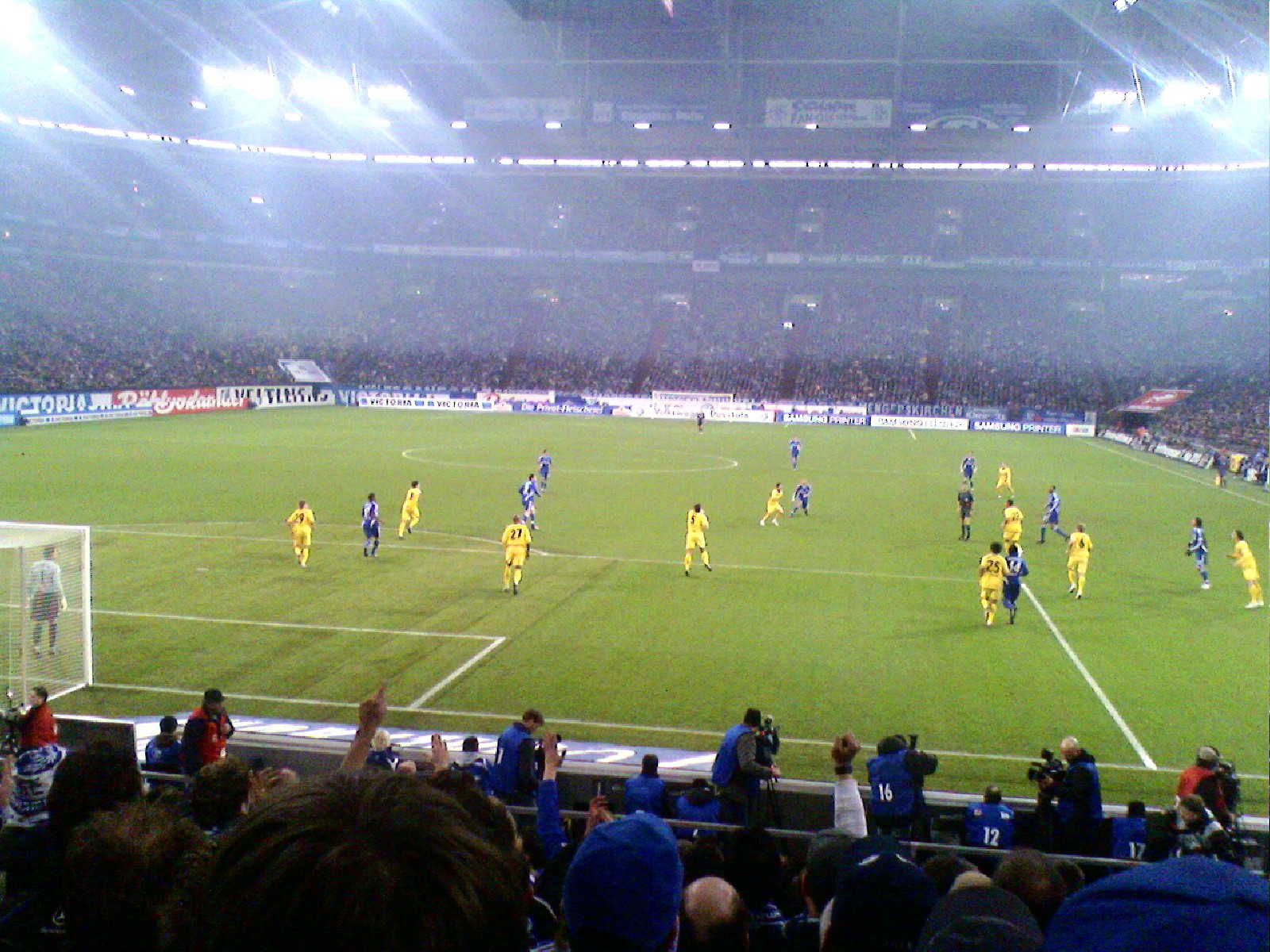
Borussia Dortmund mot Schalke i Bundesliga

Friedrich Ludwig Jahn var en tidig utvecklare av den moderna gymnastiken i början av 1800-talet. Under 1890-talet började fotbollen bli en populär idrott och har idag en särställning även om Tyskland har en stor bredd av olika idrotter. Tysklands herrlandslag i fotboll har blivit världsmästare i fotboll fyra gånger och europamästare tre gånger. Den högsta fotbollsligan är Bundesliga.
Friidrott har en lång tradition i Tyskland och man har haft återkommande framgångar i stora mästerskap. Kända friidrottare är bland annat Heike Drechsler. Precis som i Sverige var tennis under 1980- och 1990-talet en populär sport i Tyskland med världsspelarna Boris Becker och Steffi Graf i spetsen. Västtyskland vann även Davis Cup.
Tyskland placerar sig återkommande i toppen av medaljligan i de olympiska spelen. De har tagit lagguld inom fotboll , landhockey och ridsport. Tyskarna dominerar också världsrankningen, och ligger ständigt i topp. Man ser Tyskland som världens ledande hästnation både inom tävling och uppfödning. 
Tysklands olympiska kommitté heter DOSB – Deutscher Olympischer Sportbund.
Tyskland har flera gånger varit värd för olika mästerskap bland de största kan nämnas olympiska sommarspelen i Berlin 1936 och München 1972, VM i fotboll 1974 (som Västtyskland) och VM i friidrott 1993. År 2006 spelades VM i fotboll i Tyskland, där de tog brons. Se även Tysklands herrlandslag i fotboll.

## Internationella rankningar
| Organisation                                | Undersökning                   | Bedömning                                   | Rankning  |
| ------------------------------------------- | ------------------------------ | ------------------------------------------- | --------- |
| Heritage Foundation/The Wall Street Journal | Ekonomisk frihet-index 2019    | 73,5 (mostly free)                          | 24 av 180 |
| Reportrar utan gränser                      | World Press Freedom Index 2019 | 14,60 (0 är bäst)                           | 13 av 180 |
| Transparency International                  | Korruptionsindex 2018          | 80 (0 är väldigt korrupt, 100 väldigt rent) | 11 av 180 |
| FN:s utvecklingsprogram                     | Human Development Index 2018   | 0,939 (very high human development)         | 4 av 189  |